# Baseball

Batter, Catcher und Umpire

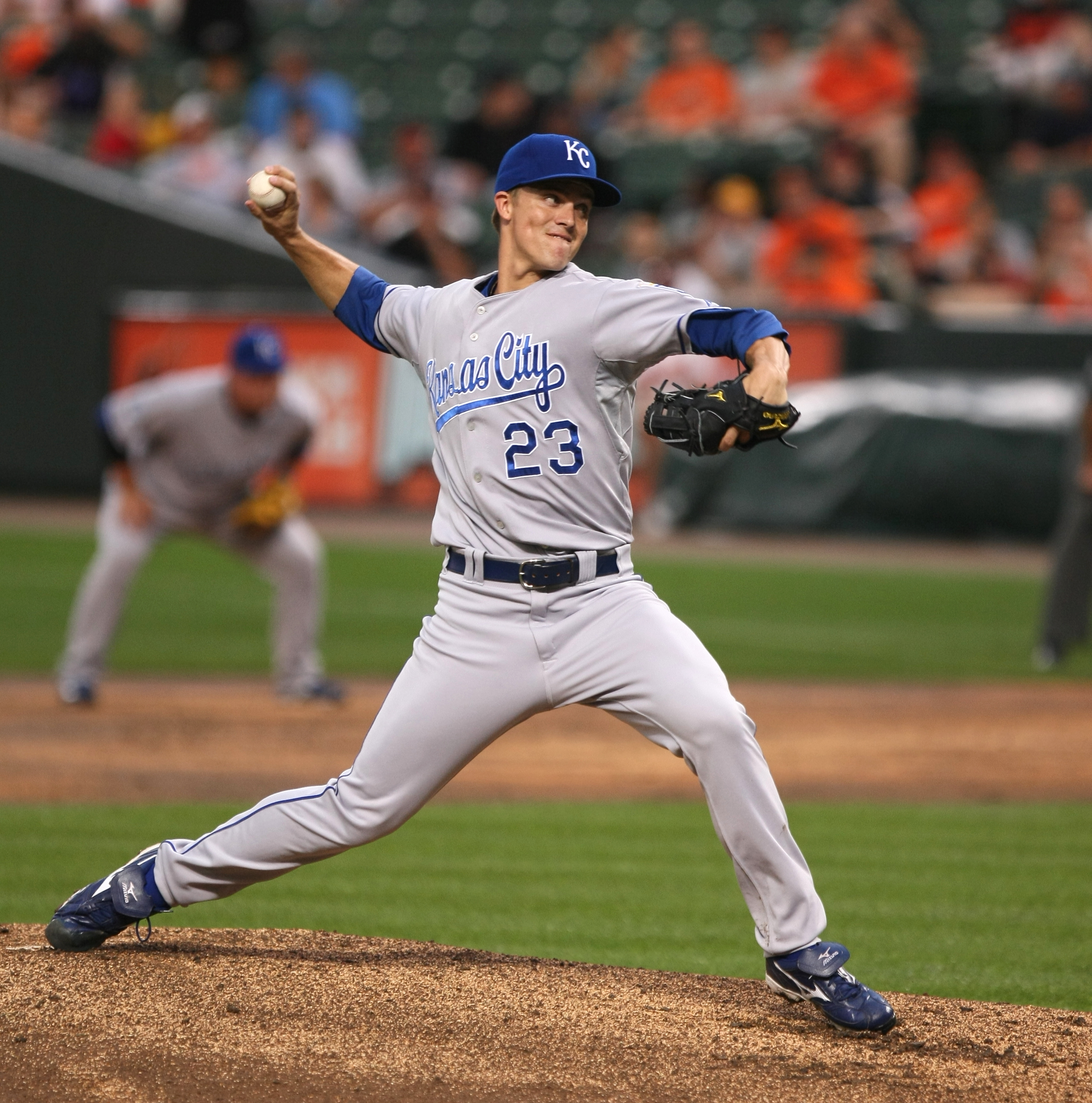
Pitcher beim Wurf

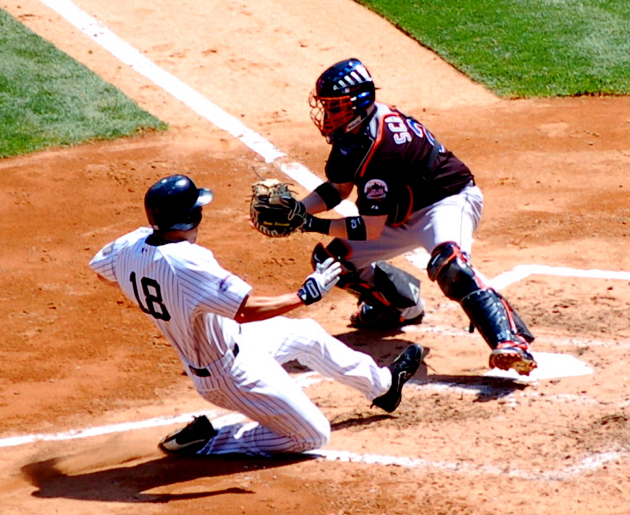
Catcher und Läufer

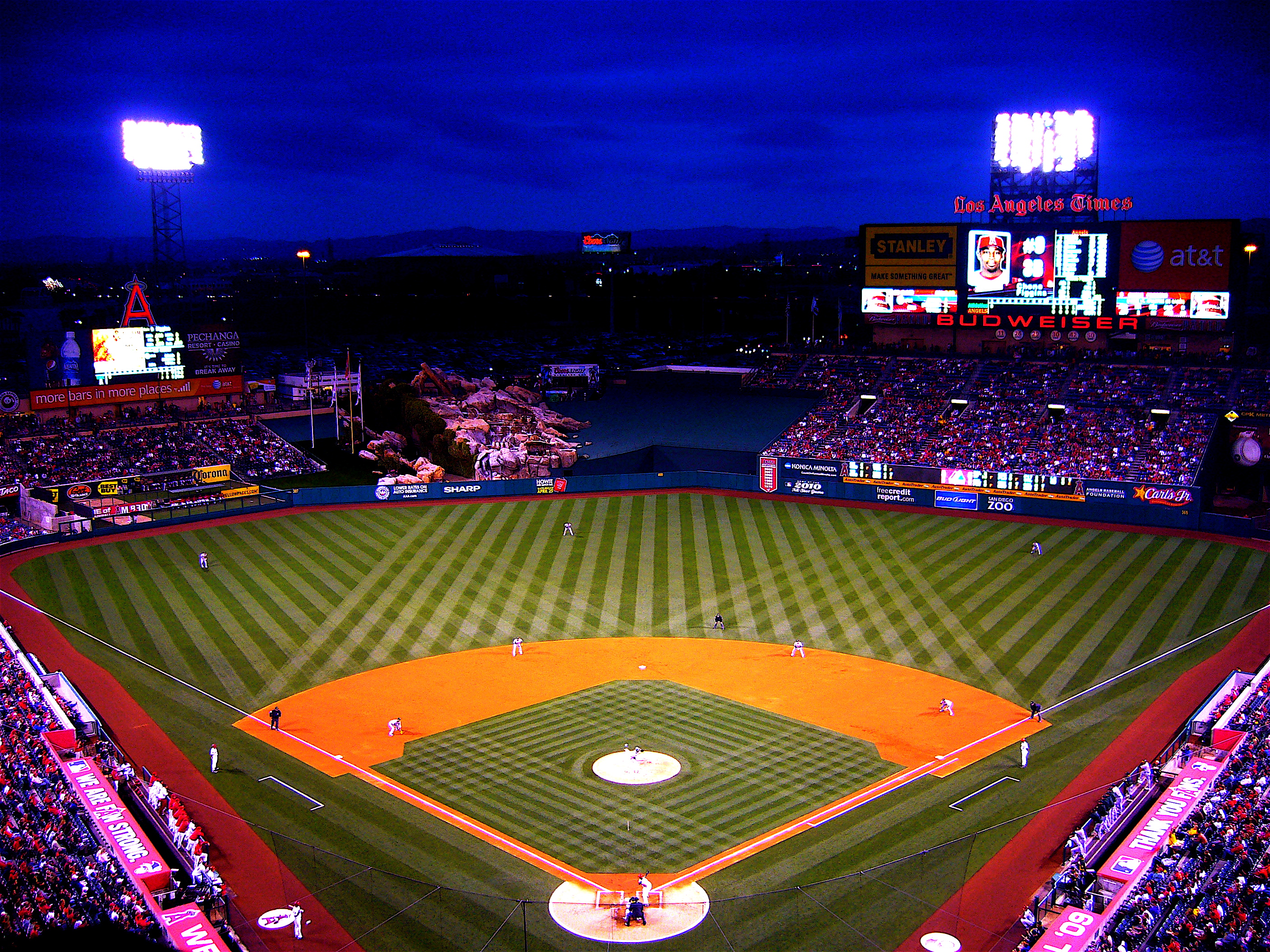
Baseballstadion

Baseball ist ein Schlagballspiel mit zwei Mannschaften. Die Verteidiger bringen einen Ball ins Spiel, den die Angreifer mit einem Schläger treffen müssen. Wurde der Ball erfolgreich getroffen, können die Angreifer durch das Ablaufen von vier Laufmalen (bases) Punkte erzielen. Die Verteidiger versuchen dies zu verhindern, indem sie den geschlagenen Ball vorher zum Laufmal werfen.
Das amerikanische Baseball ist aus europäischen Schlagball-Varianten des 18. Jahrhunderts hervorgegangen. Auswanderer brachten das Spiel in die Vereinigten Staaten, wo ab Mitte des 19. Jahrhunderts die heutigen Regeln entwickelt wurden.
Die wirtschaftlich stärkste Profi-Liga der Welt ist die nordamerikanische Major League Baseball (MLB) mit einem Umsatz von über 10 Milliarden US-Dollar. Darüber hinaus genießt Baseball vor allem in Teilen Lateinamerikas und Ostasiens Popularität.

## Spielprinzip und grundsätzliche Regeln
Es folgen die wichtigsten Regeln und eine Zusammenfassung des Spielprinzips. Mehr Details enthält der Artikel Baseballregeln.
Das Spiel Brennball ist eine stark vereinfachte Variante von Baseball und kann als Ausgangspunkt für das Verständnis des Baseballs dienen. Auch Cricket ist, trotz vieler Abweichungen im Detail, relativ eng mit dem Baseball verwandt.
Die Regeln des modernen Baseball-Spiels lassen sich auf ein Regelwerk zurückführen, das Alexander Cartwright unter dem Titel Rules & Regulations of the Recently Invented Game of Base Ball as adopted by the Knickerbocker Base Ball Club on September 23, 1845 verfasste.
Baseball wird von zwei Teams zu je neun Spielern gespielt. Mehrfach abwechselnd hat ein Team das Schlagrecht (Offense) und kann Runs (Punkte) erzielen, während das andere Team in der Verteidigung (Defense) das Feld verteidigt und den Ball schnell unter Kontrolle zu bringen versucht. Ziel des Spiels ist es, mehr Runs zu erzielen als der Gegner. Die Spieler der Offense versuchen, den von der Defense geworfenen Ball zu schlagen und anschließend gegen den Uhrzeigersinn den nächsten sicheren Standpunkt (Base) zu erreichen. Wenn die Spieler der Defense den Ball schneller unter Kontrolle bringen, können sie dies verhindern und der Spieler der Offense scheidet aus. Wenn ein Spieler der Offense den Ball nicht trifft oder sich nicht auf einer Base befindet, kann er durch Berührung mit dem Ball aus dem Spiel genommen werden (out).
Ein Run wird erzielt, wenn ein Spieler der Offense alle drei Bases passiert und seinen Ausgangsstandpunkt (Home Plate) wieder erreicht hat. Wenn vom Team der Offense drei Spieler out sind, wechseln beide Mannschaften. Ein Durchgang (eine Mannschaft spielt Offense und Defense) wird als Inning bezeichnet. Nach neun Innings endet das Spiel.

### Spielfeld

Das Baseballfeld: Das Infield (oliv) und das Outfield (grün) bilden das Fair Territory. Der blaue Bereich zeigt das Foul Territory

Das Spielfeld besteht aus zwei Teilen und wird in der Regel durch eine Umzäunung begrenzt. Das so genannte Fair Territory hat normalerweise etwa die Form eines Viertelkreises, dessen gerade Kanten als Seitenauslinien (Foul Lines) zwischen 90 und 120 Meter lang sind. Der Bereich außerhalb der Foul Lines wird als Foul Territory bezeichnet (in der nebenstehenden Zeichnung blau dargestellt).
Die meisten Aktionen finden im Infield statt (in der Zeichnung oliv), einem Quadrat in der Spitze des Viertelkreises von 90 Fuß (27,43 m) Kantenlänge, dessen Ecken durch die drei Bases und die Home Plate markiert sind. Der Rest des Fair Territory heißt Outfield (in der Zeichnung grün dargestellt). Die Amerikaner nennen das Spielfeld wegen der Rautenform des Infields auch Diamond (Diamant, Raute, Karo bei Spielkarten).

### Innings und Spieldauer
Ein Spielabschnitt heißt Inning und besteht aus zwei Half Innings (Top & Bottom). Dabei ist im ersten Halbinning immer die Auswärtsmannschaft Offense. Im zweiten Halbinning ist dann die Heimmannschaft am Schlag. Beide Mannschaften dürfen dabei in ihrem offensiven Halbinning jeweils so lange schlagen, bis drei ihrer Spieler ’out’ sind. Die Spieler der Offense treten in einer vor dem Spiel von ihrer Mannschaft festgelegten und den Schiedsrichtern bekanntgegebenen Reihenfolge (Batting Order) einzeln gegen den Pitcher an. Die Batting Order ist als eine Rotation zu verstehen, das heißt nach dem neunten Spieler der Batting Order geht wieder der erste Spieler an den Schlag. Dabei wird die Batting Order am Beginn eines Halbinnings nicht von vorne begonnen, sondern es schlägt der Spieler, der auf der Liste unter dem zuletzt (im vorigen Inning) schlagenden Spieler seiner Mannschaft steht. (Ausnahme: Das dritte out war ein anderer Runner, z. B. durch Pick-off und der Batter selbst ist nicht out. In diesem Fall ist der Batter im nächsten Inning wieder am Schlag.)
Ein Spiel besteht im Regelfall aus neun solcher Innings. Gemäß der 10-Run-Rule, welche in vielen Ligen Anwendung findet, wird das Spiel bei zehn oder mehr Punkten Führung am Ende eines Innings beendet, jedoch nicht früher als zweieinhalb Innings vor dem regulären Ende. In anderen Ligen kann es 15-Run- und 20-Run-Rules geben. Führt die Heimmannschaft am Ende des achten Innings und erzielen die Gäste in ihrem Teil des neunten nicht genügend Runs, um mindestens gleichzuziehen, so wird auf das zweite Halbinning – welches ohnehin nur noch Ergebniskosmetik liefern könnte – verzichtet, und das Spiel ist entschieden. Steht es nach der festgelegten Zahl von Innings unentschieden, so wird so lange jeweils um ein weiteres volles Inning verlängert (Extra Inning), bis eine Mannschaft gewinnt oder das Wetter, der Mangel an Pitchern oder auf unbeleuchteten Plätzen die Dunkelheit zum Abbruch bzw. zur Unterbrechung des Spiels führen.

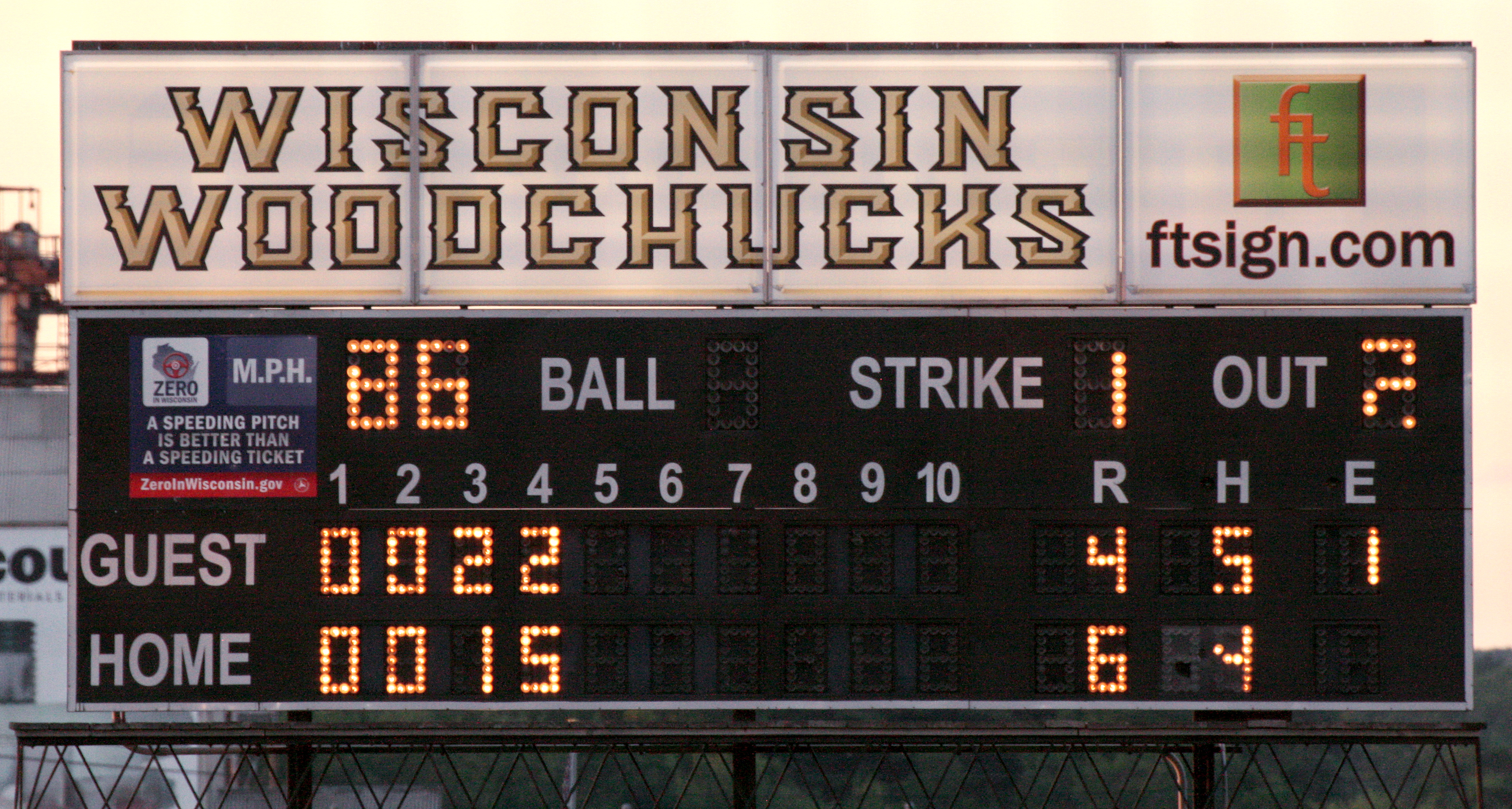
Typische Baseballanzeige

Erläuterung zu einer typischen Boxscore-Anzeige im Baseballsport

In Japan und im Spring Training wird ein Spiel nach einer festgelegten Anzahl von Extra Innings als Unentschieden gewertet. In einigen Wettbewerben mit relativ großen Unterschieden in der Spielstärke der beteiligten Mannschaften – darunter die Olympischen Spiele – wird ein Spiel vorzeitig beendet, wenn eine Mannschaft eine bestimmte Anzahl von Runs in Führung liegt. Diese Regelung verhindert, dass die bessere Mannschaft übermäßig lange am Schlag bleibt, weil es der schlechteren Mannschaft nicht gelingt, innerhalb eines vernünftigen Zeitraums die nötigen drei 'out’ zu erzielen.
In deutschen Ligen werden teilweise auch Double Header gespielt, also zwei Spiele hintereinander. Je nach Liga sind in Deutschland 2×5, 2×7, 1×7 oder 1×9 Innings üblich. Seit 2008 werden in der deutschen Bundesliga Double Header mit 2×9 Innings gespielt.
In der US-amerikanischen Major League Baseball werden immer mindestens neun Innings gespielt (achteinhalb, wenn die Heimmannschaft in Führung liegt). Wenn ein Spiel abgesagt oder unterbrochen wird, etwa aufgrund schlechter Wetterverhältnisse, wird es an einem anderen Spieltag nachgeholt bzw. zu Ende gespielt, und zwar zusätzlich zu dem ursprünglich an diesem späteren Spieltag angesetzten Spiel (Double Header). Der Schiedsrichter entscheidet, ob ein Spiel wegen schlechter Wetterverhältnisse oder aus anderen Gründen abgesagt oder unterbrochen wird.
In den Baseball-Ligen unterhalb der Major Leagues (die so genannten Minor Leagues) werden Spiele hingegen unter bestimmten Umständen, etwa bei schlechten Wetterverhältnissen, vorzeitig beendet und die aktuell führende Mannschaft zum Sieger erklärt. Es müssen allerdings mindestens fünf Innings gespielt worden sein (viereinhalb, wenn die Heimmannschaft in Führung liegt), anderenfalls wird das Spiel auch hier unterbrochen und zu einem anderen Zeitpunkt fortgesetzt.
Auch in den Minor Leagues werden abgesagte Spiele im Rahmen eines Double Headers nachgeholt, allerdings werden beide Spiele auf sieben Innings verkürzt. Wenn ein Spiel dagegen unterbrochen wird (dies geschieht beispielsweise dann, wenn weniger als fünf Innings gespielt wurden, aber das Spiel aufgrund schlechter Wetterverhältnisse nicht fortgesetzt werden kann), dann wird das unterbrochene Spiel an einem der darauf folgenden Spieltage zu Ende gespielt, und danach findet das ursprünglich angesetzte Spiel in voller Länge statt.
In den Minor Leagues werden im Gegensatz zu den Major Leagues auch heute noch recht häufig Spiele wegen schlechten Wetters abgesagt oder unterbrochen. Dies liegt zum Teil daran, dass die Stadien schlechter ausgestattet sind (keine Überdachung, schlechtere Beleuchtung, schlechterer Windschutz) oder die Spielfelder eine schlechtere Qualität besitzen (der Boden weicht bei Regen leichter auf). Die Eintrittskarten der Zuschauer verlieren bei abgesagten Spielen nicht ihre Gültigkeit, sondern können für den nächsten Spieltag eingelöst werden.

### Pitcher vs. Batter

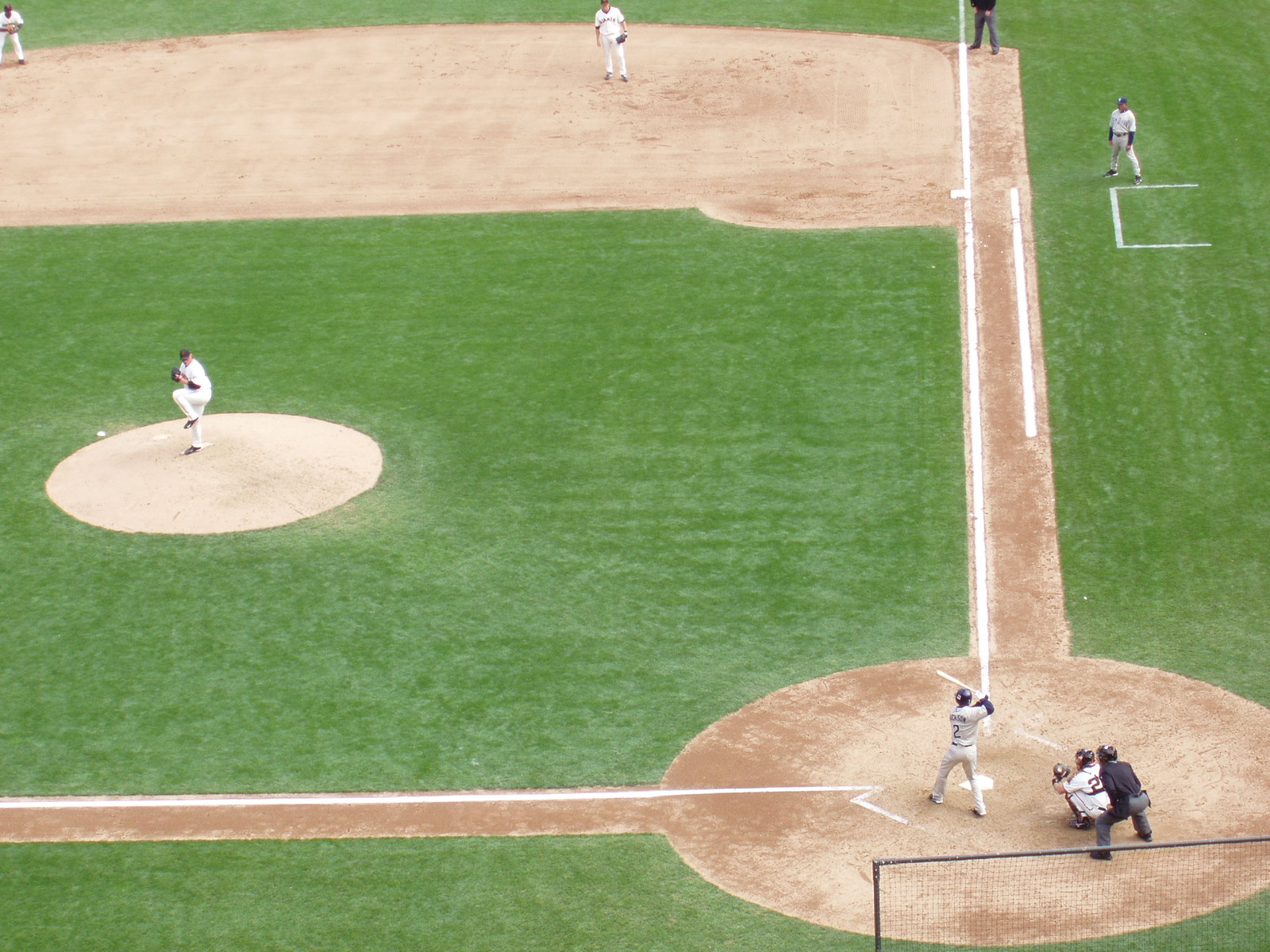
Pitcher (Mound) Batter (rechts unten)

Im Mittelpunkt des Spiels steht das Duell zwischen einem Batter der Offense und dem Pitcher der Feldmannschaft. Die Spieler der Offense treten in einer vorher festgelegten Reihenfolge (Batting Order oder auch Lineup genannt) einzeln gegen den Pitcher an. Dieser versucht, den Ball aus gut 18 m so durch die Strike Zone zu seinem Catcher zu werfen, dass der Batter ihn mit seinem Schläger nicht oder nur schwach schlagen kann. Die Strike Zone ist der Bereich über der 43 cm breiten Home Plate, der oben und unten durch Brust- und Kniehöhe des Batters begrenzt ist. Gelingt es dem Pitcher, dreimal in die Strike Zone zu werfen, ohne dass der Batter den Ball trifft, ist der Batter out (sogenanntes Strike Out. Vom Schiedsrichter hört man in diesem Fall vielfach: „Strike three; he’s out.“).
Für einen Strike muss der Ball allerdings nicht völlig verfehlt werden. Der Pitcher bekommt auch einen Strike zugesprochen, falls der Batter ein Foul schlägt. Wenn der Batter den Ball gerade noch eben – meist von unten – leicht trifft und dieser dann außerhalb des Spielfeldes aufkommt, etwa außerhalb der Seitenlinien, hinter der Home Plate oder auf der Tribüne, so ist dies ein Foul (dieser Begriff ist dabei nicht im Sinne einer Unsportlichkeit oder Regelwidrigkeit zu verstehen). Ein aus dem Stadion geschlagener Ball ist ebenfalls ein Foul, wenn er das Stadion nicht im Bereich des Spielfeldes, sondern links oder rechts davon verlassen hat. Der geschlagene Ball ist allerdings erst Foul, wenn er außerhalb des Spielfelds den Boden berührt hat. Solange er sich in der Luft befindet, ist der Ball im Spiel und kann von einem Spieler der verteidigenden Mannschaft gefangen werden (Fly out). Dies kann zu spektakulären Situationen führen, wenn ein Spieler der verteidigenden Mannschaft bis zur Tribünenabsperrung läuft und hochspringt, um den Ball zu fangen, bevor er auf der Tribüne landet.
Eine wichtige Ausnahme dieser Regelung ist, dass ein Foul niemals als dritter Strike und somit als Strikeout zählen kann. Schlägt der Batter beim Stand von zwei Strikes ein Foul, bleibt es bei zwei Strikes und der Wurf wird wiederholt. Gesondert behandelt wird allerdings der so genannte Foul tip. Ein Foul tip zählt im Gegensatz zum Foul immer als Strike. Dieser wird gegeben, wenn der Batter den Ball nur hauchdünn trifft, sodass er in einer Linie in Richtung des Catchers weiterfliegt und dann direkt von diesem gefangen wird. Der Ball darf nur minimal abgelenkt werden und muss als erstes den Handschuh des Catchers berühren. Fliegt der Ball durch einen stärkeren Treffer dagegen in hohem Bogen in die Luft, bevor der Catcher ihn fängt, handelt es sich um ein Fly out.
Trifft der Pitcher nicht in die Strike Zone, so ist dies ein Ball (englische Aussprache). Hat allerdings der Batter bei einem solchen Ball geschlagen und diesen nicht getroffen, so zählt dies als Strike zu seinem Nachteil, obwohl die Strike Zone verfehlt wurde. Sieht der Batter indessen noch rechtzeitig, dass der Ball die Strike Zone verfehlt, und hält mit dem Schwung ein (Checked Swing), so bleibt der Wurf ein Ball. Der Schläger darf hierbei nur soweit geschwungen werden, bis er eine gerade Linie vom Batter weg darstellt. Da dies vom Home Base Umpire (Schiedsrichter) nicht immer klar gesehen werden kann, werden die 1st oder 3rd Base Umpires um ihr Urteil gefragt, da sie oft einen besseren Einblick auf den Schwung des Schlägers haben.

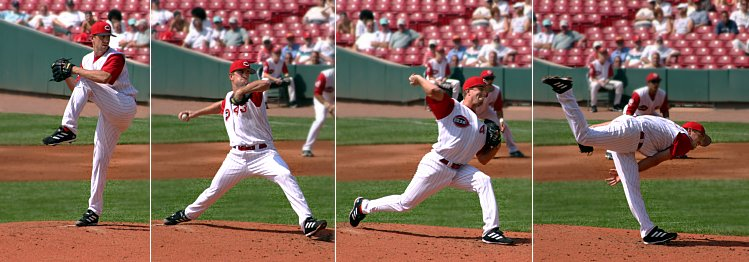
Wurfstudie eines Pitchers

Die Kunst des Pitchers besteht darin, den Bällen beim Wurf einen Effet mitzugeben (Curveball, Slider, Sinking Ball etc.), so dass es dem Batter erschwert wird, einzuschätzen, ob der Pitch regelgerecht ist. So erlebt man es häufig, dass der Batter seine Schlagbewegung anhält, doch vom Schiedsrichter  belehrt wird, dass der Ball die Strike Zone durchflog und er einen Strike passieren ließ. Auch ein langsamer Wurf (Changeup) kann das Timing des Batters durcheinanderbringen, wenn er mit einem schnellen Pitch rechnet.
Unterlaufen dem Pitcher gegen einen Batter vier Balls, so darf dieser auf die erste Base vorrücken. Das nennt man gemeinhin einen Walk oder korrekt Base on Balls; der Batter kann auf diesem Weg nämlich gehend zur ersten Base kommen. Sollte dort schon ein Runner stehen, so darf dieser auf die zweite Base vorrücken, da auf jeder Base jeweils nur ein Spieler stehen darf. Sind alle Bases besetzt (Bases loaded), dann bringt ein Walk der Offense zugleich einen Punkt, da alle Runner eine Base weiterrücken, der Spieler auf der dritten Base also die Home Plate erreicht und somit einen Run erzielt.
Nicht selten wird ein Walk auch absichtlich herbeigeführt und solch ein Intentional Walk eingesetzt, um einem als hochklassig bekannten Batter – mit hohem Trefferdurchschnitt (Batting Average) und vielen Home Runs – lieber keinen Schlag zu ermöglichen. Auf Zeichen seines Trainers (Manager) bewegt sich der Catcher, nachdem der Ball geworfen wurde, einen Meter neben die Home Plate und fängt dort vier vom Pitcher bewusst an der Homeplate vorbeigeworfene Bälle.

### Geschlagener Ball

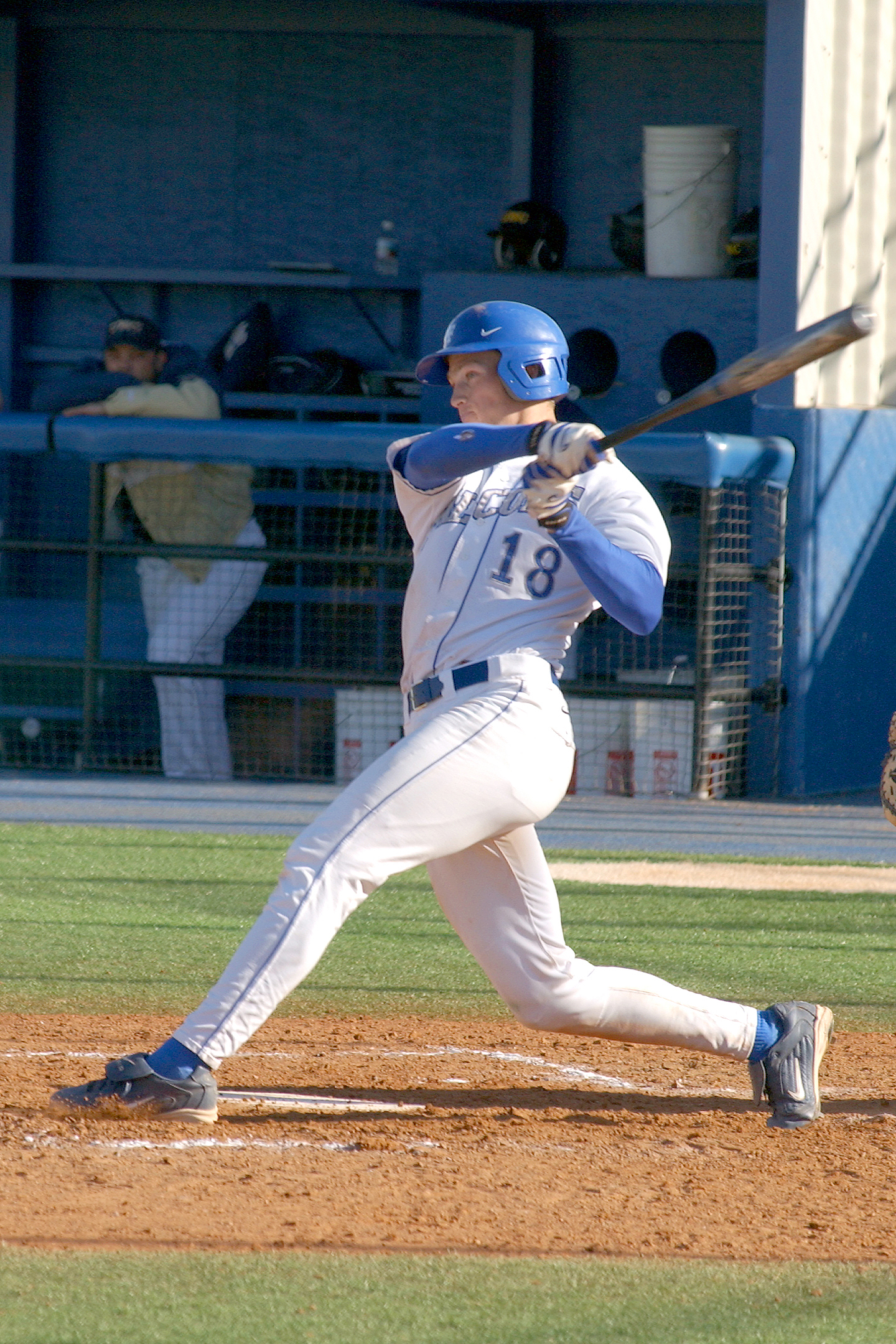
Batter beim Schlagen eines Balles

Die interessantesten Situationen entstehen dann, wenn der Batter den Ball trifft und zurück ins Feld schlägt. Dadurch wird er zum Runner (Läufer) und muss zur ersten Base laufen.
Wird sein geschlagener Ball von einem Feldspieler direkt aus der Luft gefangen (Fly Ball), ist der Schlagmann selbst sofort out (Fly Out). Dabei ist es unerheblich, ob der Ball im Fair- oder Foul Territory gefangen wurde. Andere Runner auf dem Feld, die bereits vor dem Fly Out ihre Base verlassen hatten, müssen zu dieser zurückkehren und dürfen diese erst verlassen und zur nächsten Base laufen, nachdem der Ball im Handschuh des Feldspielers gelandet ist („Tag up“). Erzielt ein Läufer daraufhin einen Punkt, nennt man den (gefangenen) Flugball Sacrifice Fly (wörtlich „Opferflugball“), weil durch das „Opfer“ des Schlagmanns (out zu sein) der Mitspieler zur Home Plate vorrücken konnte.
Das out kann auch erzielt werden, wenn der mit dem Schläger nur gestreifte Ball steil hoch und dann hinter die Auslinie fliegt (foul pop). Der Ball ist dann im Foul Territory und etwaige Runner dürfen nicht weiterlaufen, die Verteidigung – meist der Catcher – darf den Ball jedoch dort fangen und damit das Fly Out machen. Dabei ist schon mancher Spieler, der sich ganz lang machen wollte, über die Barriere am Spielfeldrand den Zuschauern vor die Füße gefallen. Nach einem erfolgreichen Fang dürfen die Runner jedoch, wie bei jedem Fly Out, laufen, sofern sie ein Tag up gemacht haben.
Der neue Runner ist ebenfalls out, wenn ein Feldspieler den Ball vom Boden („Ground Ball“) aufnimmt und zum ersten Baseman wirft und dieser den Ball fängt, während er das erste Base berührt und bevor der Batter/Runner selbst dort ankommt (Ground Out). Der Feldschiedsrichter (Field Umpire) entscheidet zwischen safe oder out. Jeder Runner, der out ist, muss das Spielfeld verlassen und wieder auf der Spielerbank „(Dugout)“ Platz nehmen, bis er wieder neu als Batter an die Reihe kommt.
Jeder Runner, der gerade keine Base berührt, ist auch out, wenn er von einem Feldspieler mit dem Ball selbst oder mit dem Handschuh berührt wird, in dem sich der Ball befindet (Tag Out). Das trifft nicht in den Fällen zu, in denen Läufer eine oder mehrere Bases vorrücken dürfen, ohne Gefahr zu laufen, out gemacht zu werden. Ein häufiges Beispiel hierfür ist ein Base on Balls mit Läufern auf den Bases. Hier dürfen die Läufer zur nächsten Base vorrücken und können dabei nicht out gemacht werden.

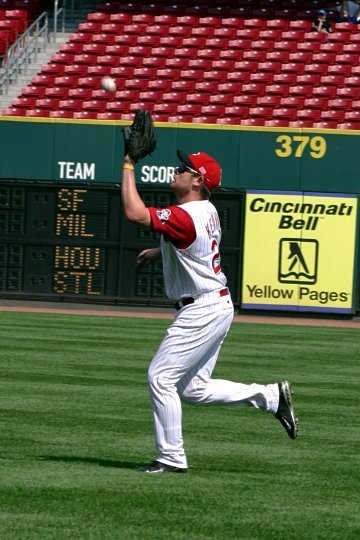
Fly Out, im Outfield

Wird ein Runner von einem geschlagenen Ball im Fair Territory getroffen, ist er out. Dies trifft nicht zu, wenn der Ball schon an einem verteidigenden Spieler vorbeigegangen ist, der diesen Ball hätte spielen können. Der Batter bekommt in diesem Fall die erste Base zugesprochen.
Ein Runner ist safe, wenn er eine Base erreicht, bevor die Feldmannschaft den Ball dorthin bringen kann. Er kann jederzeit versuchen, auch zwei oder drei Bases auf einmal weiter zu laufen, es darf sich allerdings höchstens ein Runner auf jeder Base befinden. Ein Runner ist auch automatisch out, wenn er einen vor ihm laufenden Runner überholt.
Ein Schlag, der gut genug ist (fest oder locker geschlagen), um den Batter aus eigener Kraft eine Base erreichen zu lassen, wird Hit genannt. Schafft es der Batter durch seinen eigenen Schlag auf die erste Base, hat er ein Single erzielt. Schafft er es zur zweiten oder dritten Base, erzielt er entsprechend ein Double beziehungsweise Triple. Ein Runner bleibt an einer Base, die er safe erreicht hat, bis ein neuer Batter zum Duell gegen den Pitcher antritt. Durch dessen Schlag können alle Runner dann weiter vorrücken oder sogar einen Run erzielen, in dem sie wieder sicher an der Home Plate ankommen. Schlägt ein Batter den Ball über den Außenzaun hinweg, so nennt man das einen Home Run. Der Batter und alle eventuell sich gerade auf den Bases befindenden Runner dürfen die Bases in aller Ruhe ablaufen und je einen Run erzielen. Ein Schlagmann kann folglich mit einem Home Run maximal vier Punkte für seine Mannschaft verbuchen, nämlich für die Runner auf der ersten, zweiten und dritten Base und für sich selbst. Diese Maximalausbeute hat den Namen Grand Slam Homerun.
Ein Home Run ist auch dann möglich, wenn der Ball das Feld nicht verlässt (ein sog. inside the park homerun). Dieser Fall ist jedoch sehr selten, weil dazu einerseits ein Batter der läuferischen Spitzenklasse (der auch ein exzellenter Kurzstreckler wäre) und zudem ein Hit nötig wären, bei dem sich der Ball extrem schwer unter Kontrolle bringen lässt. Meist sind dies Bälle in die wirklich hinterste Ecke des Feldes, nicht zuletzt solche, die erst nach dem Auftreffen im „Fair Territory“ ins Foul Territory rollen und damit der Regel nach live, also noch im Spiel und nicht foul sind. Oft wirken dabei auch besondere, für die Verteidigung unglückliche Umstände mit, etwa ein Verspringen des Balles in eine nicht zu erwartende Richtung (sogenannter „bad hop“).
Allerdings ist nicht jeder Ball, der im Feld landet, damit auch schon ein Hit, auch wenn der Batter die erste Base erreicht. Wäre der Schlag für die Verteidigung leicht abzufangen gewesen, so spricht man von einem error (leichter Fehler), etwa wenn ein nicht sonderlich hart geschlagener Ball direkt auf einen Verteidiger (Fielder) zufliegt und dieser ihn dennoch nicht fängt. Ob ein Error – also kein Hit – vorliegt, entscheidet übrigens keiner der Schiedsrichter (Umpire), sondern ein dafür bestellter Spielschreiber (Official Scorer). Es sollen nicht selten schon Spieler recht unglücklich mit dessen Entscheidung gewesen sein, gehen Errors doch zu Lasten ihrer Schlagstatistik (Batting Average). Auch wird kein Hit vergeben, wenn die Verteidigung den geschlagenen Ball unter Kontrolle gebracht, dann aber nicht den Batter ausmachen wollte, sondern das Out an einem vorauslaufenden Runner versucht. In diesem Fall spricht man von Fielder’s Choice (Wahl des Feldspielers), da ja im Regelfall der Batter das leichtere Out ist. Anders als die Runner kann er sich nicht schon vor dem Schlag von der Base lösen und hat somit einen längeren Weg zurückzulegen. Für den Spielstand selbst ist die Frage nach Hit oder nicht jedoch nicht von Bedeutung.

### Base Stealing

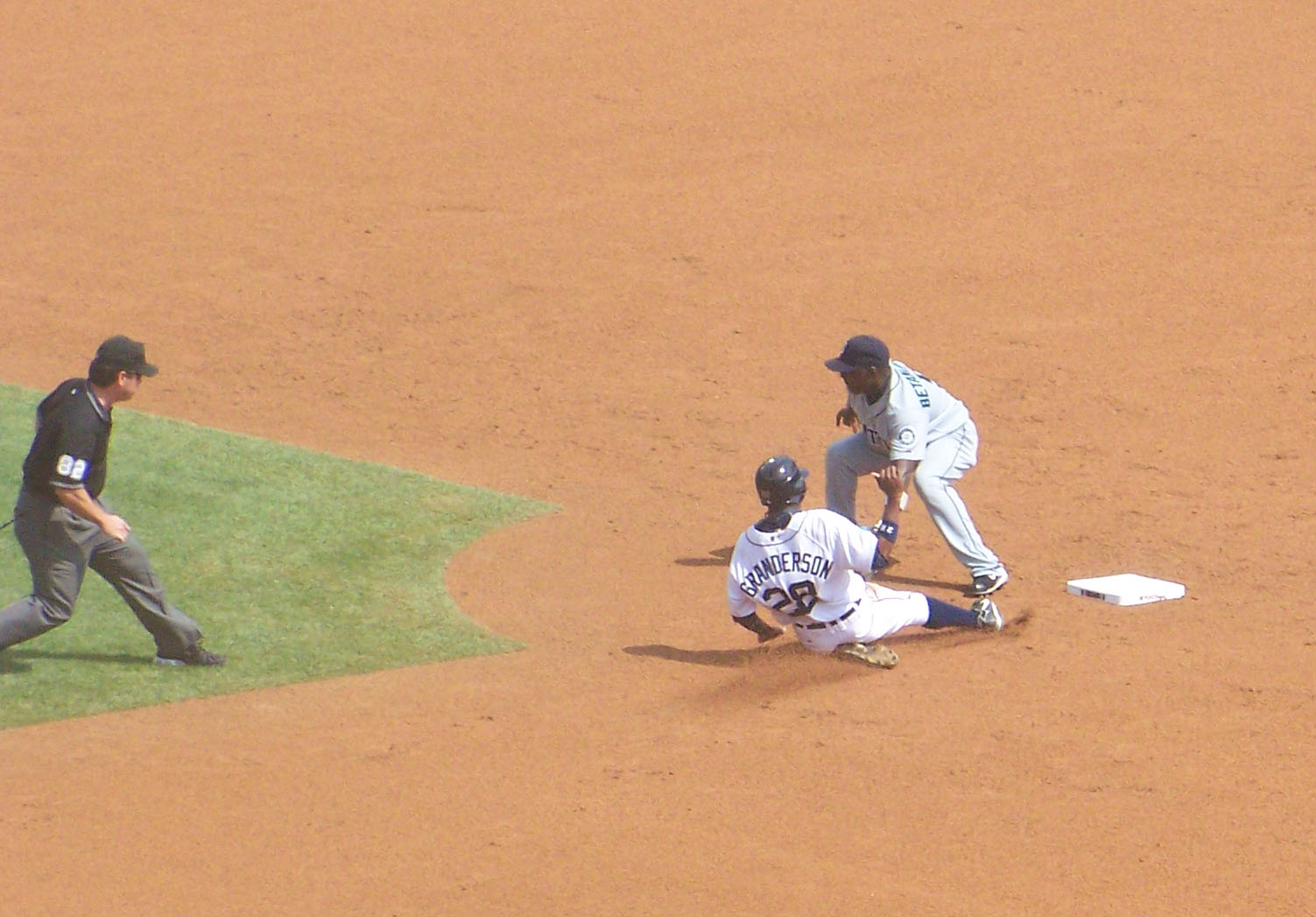
Curtis Granderson stiehlt eine Base

Ein Runner kann jederzeit versuchen, die nächste Base zu „stehlen“, also sie zu erlaufen, auch wenn der Ball vom Batter gar nicht geschlagen wurde. Eine typische Gelegenheit ist, wenn der Pitcher seine Wurfbewegung begonnen hat. Diese darf nicht unterbrochen werden. Der Runner versucht, eher an der nächsten Base anzukommen als der Ball, der vom Pitcher zum Catcher und von da aus zu der entsprechend angelaufenen Base geworfen wird.
Nicht zuletzt deshalb ist ein guter Catcher für eine erfolgreiche Defense von großer Bedeutung, denn er muss mögliche Spielzüge im Voraus erkennen und entscheiden, wohin der Ball am besten gespielt werden sollte, falls mehrere Gegner auf den Bases sind. Er muss erkennen, wo am leichtesten ein Out zu machen ist oder aber wo dies gerade am dringendsten benötigt wird. Natürlich muss er den Ball dann auch schnell und präzise dorthin werfen. Erfüllt er seine Aufgabe, so ist es durchaus möglich, mehrere Runner in einem Spielzug out zu machen (Double Play oder, sehr selten, Triple Play).
Als taktisches Mittel ist Base Stealing vor allem bei einem knappen Spielstand, besonders bei Gleichstand, interessant, dies zumal in den späten Innings, weil so durchaus ein Spiel gewonnen werden kann, etwa wenn der stärkere Teil des eigenen Batting Order noch folgt und man hoffen darf, ein Batter werde für einen guten Hit sorgen können. Schafft es der Runner auf diese Weise etwa von der ersten auf die zweite Base, dann kann durchaus ein folgender langer Single genügen, um das Spiel zu gewinnen.

### Positionen der Defensive

Positionen der Defensive

Die verteidigende Mannschaft besteht aus 9 Spielern, jeder mit einer eigenen Position auf dem Spielfeld und teilweise verschiedenen Aufgaben. Die Position ist dabei – abgesehen von Pitcher (Werfer) und Catcher (Fänger) – nicht fest, so steht beispielsweise der 3rd Baseman in der Nähe der dritten Base, es kommt aber auf die aktuelle Spielsituation und den derzeitigen Batter (Schlagmann) an, ob er nun weiter im Infield oder Richtung Outfield orientiert ist bzw. eher rechts von der Base steht. Die Positionen und deren Aufgaben im Einzelnen:
- P: Pitcher (Positionsnummer 1). Der Pitcher ist die am stärksten spezialisierte Position in der Verteidigung. Seine Hauptaufgabe besteht darin, den Ball ins Spiel zu bringen. Er versucht den Ball am Schlagmann vorbei zu seinem Catcher zu werfen. Darüber hinaus ist er dafür verantwortlich, flache Bälle in die Mitte des Infields aufzunehmen und weiterzuleiten. Er muss außerdem zur ersten Base rennen und diese abdecken, sollte der 1st Baseman aufgrund eines hohen Balls seine Position verlassen. Die Leistung eines guten Pitchers besteht vor allem darin, seine Würfe (Pitches) so geschickt auf den Weg zu bringen, dass sie für den Batter möglichst schwer auszurechnen sind, etwa indem sie eine Flugbahn beschreiben, in der es Änderungen der Richtung oder der Flughöhe gibt (Sinking Ball, Slider, Changeup etc.). Oft ist es auch die reine Geschwindigkeit, die den Ball schwer zu schlagen macht (Fastball).
- C: Catcher (2). Er trägt spezielle Schutzkleidung, da seine Aufgabe darin besteht, die Bälle des Pitchers, die der Schlagmann nicht trifft oder nach denen er nicht schlägt, zu fangen, ebenso die Bälle, die mehr oder weniger unkontrolliert vom Schläger des Batters abprallen. Des Weiteren ist er der Baseman der Home Plate, er verhindert also, dass Läufer einen Punkt erzielen. Dabei geht es nicht zuletzt ganz einfach darum, dass der Catcher auf der Home Plate schlicht mit seinem Körper ein möglichst breites Hindernis gegen den anstürmenden Runner bildet („to block home plate“), dies freilich ohne ein „Sperren ohne Ball“, wie man im Fußball sagen würde. Der Catcher zeigt außerdem dem Pitcher an, was für einen Wurf er dem Schlagmann zuwerfen soll, und muss das Geschehen hinter dem Pitcher im Auge behalten; so muss er schnell reagieren, sollte ein Runner versuchen, eine Base zu stehlen. Hierbei ist es sicherlich nicht von Nachteil, einen starken Wurf zu besitzen. Die große Bedeutung eines guten Catchers für eine erfolgreiche Verteidigung darf mithin nicht unterschätzt werden.
- 1B: First Baseman (3). Er ist – wie alle Spieler – dafür verantwortlich, Bälle, die in seine Richtung fliegen, zu fangen und weiterzuleiten. Weiterhin deckt er die erste Base ab, das heißt, er muss versuchen, Läufer auf dem Weg zu „seiner“ Base out zu machen. Sollte sich ein Runner auf der ersten Base befinden, steht der 1st Baseman meist sehr nahe bei der Base oder sogar darauf, um zu verhindern, dass die zweite Base gestohlen wird.
- 2B: Second Baseman (4). Er nimmt Bälle auf, die in seine Richtung kommen, und versucht, wenn nötig, ein Double Play einzuleiten, also gleich zwei gegnerische Spieler auf einmal out zu machen. Wenn der Ball auf den Shortstop kommt, steht der 2nd Baseman meist auf der zweiten Base, bekommt den Ball vom Shortstop zugeworfen, macht somit den Runner von der ersten Base aus, wirft zum 1st Baseman, um dort den Batter aus zu machen. Das Double Play ist komplett. Meist ist der 2nd Baseman weiter Richtung erster Base orientiert.
- 3B: Third Baseman (5). Die dritte Base gilt als die „Hot Corner“, da hier die meisten Bälle von rechtshändigen Schlagmännern ankommen. Da diese Bälle nicht selten hohe Geschwindigkeiten erreichen, ist eine gute Reaktionszeit Voraussetzung. Er hat von den Infieldern den weitesten Weg zum 1st Baseman, weshalb er außerdem einen starken und präzisen Wurf benötigt.
- SS: Shortstop (6). Er hat im Prinzip dieselben Aufgaben wie der 2nd Baseman, also Bälle in seine Richtung abzufangen, das out an der zweiten Base zu machen und eventuell Double Plays einzuleiten. Er ist jedoch im Normalfall weiter von der ersten Base entfernt, weshalb er einen besseren Wurfarm benötigt.
- LF: Left Fielder (7), CF: Center Fielder (8), RF: Right Fielder (9). Die drei Outfielder müssen jedem Ball, der ins Outfield fliegt, nachgehen und diesen – wenn möglich – direkt aus der Luft fangen und, wenn nötig, den Ball schnell und präzise zu einem Mitspieler an einer Base werfen. Sollte der Weg zu lang werden, kann auch ein Spieler aus dem Infield entgegenkommen und den Ball weiterleiten (Relay Throw). Die Outfielder sind in der Defensive seltener gefordert als die anderen Spieler, daher werden diese Positionen oft von denjenigen Spielern besetzt, die sich eher auf die Offensive (Schlagen und Laufen) spezialisieren. Dabei sind Left Fielder noch am häufigsten, Right Fielder am seltensten defensiv gefordert, da von Rechtshändern geschlagene Bälle häufiger ins linke als ins rechte Außenfeld fliegen.

Die Nummer, die jeder Position zugeordnet ist, dient hauptsächlich der statistischen Erfassung der Spielzüge. Hierzu zwei Beispiele:
- Ein 5-3 out bedeutet, dass der 3rd Baseman (5) den Ball aufnimmt, zum 1st Baseman (3) wirft und dieser den Batter „aus macht“.
- Ein 4-6-3 Double Play bedeutet, dass der 2nd Baseman (4) den Ball aufnimmt, der Shortstop (6) auf der zweiten Base steht, den Ball fängt, somit den Runner von der ersten Base out macht und anschließend den Ball zum 1st Baseman (3) wirft, der wiederum den Batter aus dem Spiel nimmt.

### Schiedsrichter

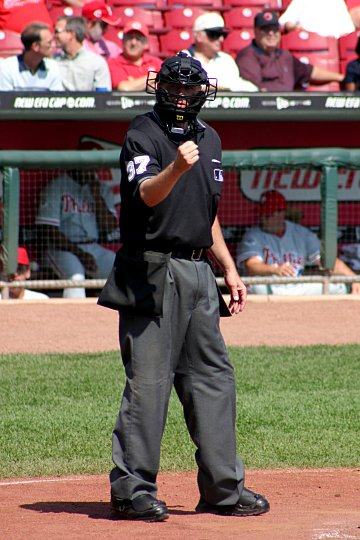
Der Plate Umpire zeigt an, dass der letzte Pitch ein Strike war

Schiedsrichter heißen beim Baseball Umpire. Umgangssprachlich werden sie auch mit Ump oder Blue angesprochen. Letzteres ist auf die traditionell blauen Hemden der Umpire zurückzuführen.
Ein Spiel wird in der Regel von zwei Schiedsrichtern geleitet. In den amerikanischen Profiligen sind vier Umpire (für jede Base einen) an der Tagesordnung. Während der Play-offs, also der Meisterschaftsrunde der MLB, werden sogar sechs Schiedsrichter eingesetzt, das heißt ein Schiedsrichter zusätzlich an den Foullines, um auch im Outfield auf oder um die Foulline auftreffende Bälle sicher zu bewerten und die Entscheidung Fair Ball oder Foul Ball fällen zu können.
Der Hauptschiedsrichter (Plate Umpire) steht immer hinter dem Home Plate, wo er entscheidet, ob der Pitcher einen Strike oder einen Ball geworfen hat. Obwohl der Plate Umpire im Zweifelsfall das letzte Wort hat, vergewissert er sich mitunter bei seinen Kollegen, bevor er seine Entscheidung fällt. Dies gilt beispielsweise bei der Frage, ob der Batter nur zum Schlag angesetzt hat (Checked Swing) oder ob er versucht hat, den Ball zu schlagen. Er muss außerdem entscheiden, ob ein Runner die Home Plate sicher erreicht, also einen Run erzielt hat. Der oder die anderen Schiedsrichter arbeiten im Feld. Wenn es nur einen oder zwei Feldschiedsrichter gibt, müssen diese jeweils in die Nähe derjenigen Base laufen, an der sie die nächste Aktion erwarten und somit eine gute Position und Entfernung zum Base wichtig ist.
Auf Grund der vielen zu treffenden Tatsachenentscheidungen einerseits und des sehr umfangreichen Regelwerkes mit unzähligen Sonderregelungen andererseits werden unerfahrene Umpire (vor allem in niederen deutschen Ligen) in Diskussionen verwickelt. Während Proteste der Spieler und Trainer beispielsweise beim Fußball so gut wie nie zu einer nachträglichen Änderung der Entscheidung führen, kann es beim Baseball (wie auch beim Football) zu einer Entscheidungsänderung kommen. Bei Protesten kann es passieren, dass die Trainer der Teams zusammen mit den Umpire und eventuell auch dem Scorer, möglicherweise auch unter Zuhilfenahme des Regelbuches, die vergangene Spielsituation rekapitulieren und im Falle der Feststellung einer offensichtlichen Fehlentscheidung am Ende vom Umpire in Chief (oder auch Crew Chief) eine andere als die ursprüngliche Entscheidung getroffen wird.
Ab der Saison 2014 wurde in der amerikanischen Profiliga der Videobeweis im Baseball als Letzte der vier großen amerikanischen Sportarten (Baseball, Basketball, Football und Eishockey) eingeführt. Hierfür wurde in New York ein Kontrollzentrum eingerichtet, in dem ein Schiedsrichter jeweils maximal vier Spiele des Ligabetriebs gleichzeitig beobachtet und im Falle eines Einspruchs durch einen Manager eines Teams mittels Videoaufnahmen über die Spielsituation entscheidet. Die Manager der Teams dürfen bis zum 6. Inning maximal zweimal Einspruch gegen eine Tatsachenentscheidung aus einem von der Ligastelle definierten Katalog von Entscheidungen erheben (das zweite Mal nur bei erfolgreichem ersten Einspruch). In diesem Fall geht die Entscheidungsgewalt auf den Schiedsrichter im New Yorker Kontrollzentrum über, der die Entscheidung der Feldschiedsrichter bestätigen, widerrufen oder als nicht bewertbar (nonconclusive) einordnen kann. Diese Entscheidung ist bindend und kann nicht von einem Feldschiedsrichter geändert werden. Ab dem 7. Inning obliegt die Entscheidung, ob ein Videobeweis zur Hilfe genommen wird, den Feldschiedsrichtern.

### Scorer
Ein Scorer am Spielfeldrand protokolliert alle Aktionen und Spielzüge auf einem vorgefertigten Formular, dem Scoresheet. Das ausgefüllte Scoresheet dient nicht nur als Spielbericht. Auf der Basis der Scoring-Aufzeichnungen werden zudem umfangreiche Statistiken erstellt, die Auskunft über Spielstärke von Mannschaften und Einzelspielern geben.

## Spielgeräte, Ausrüstung

### Ball

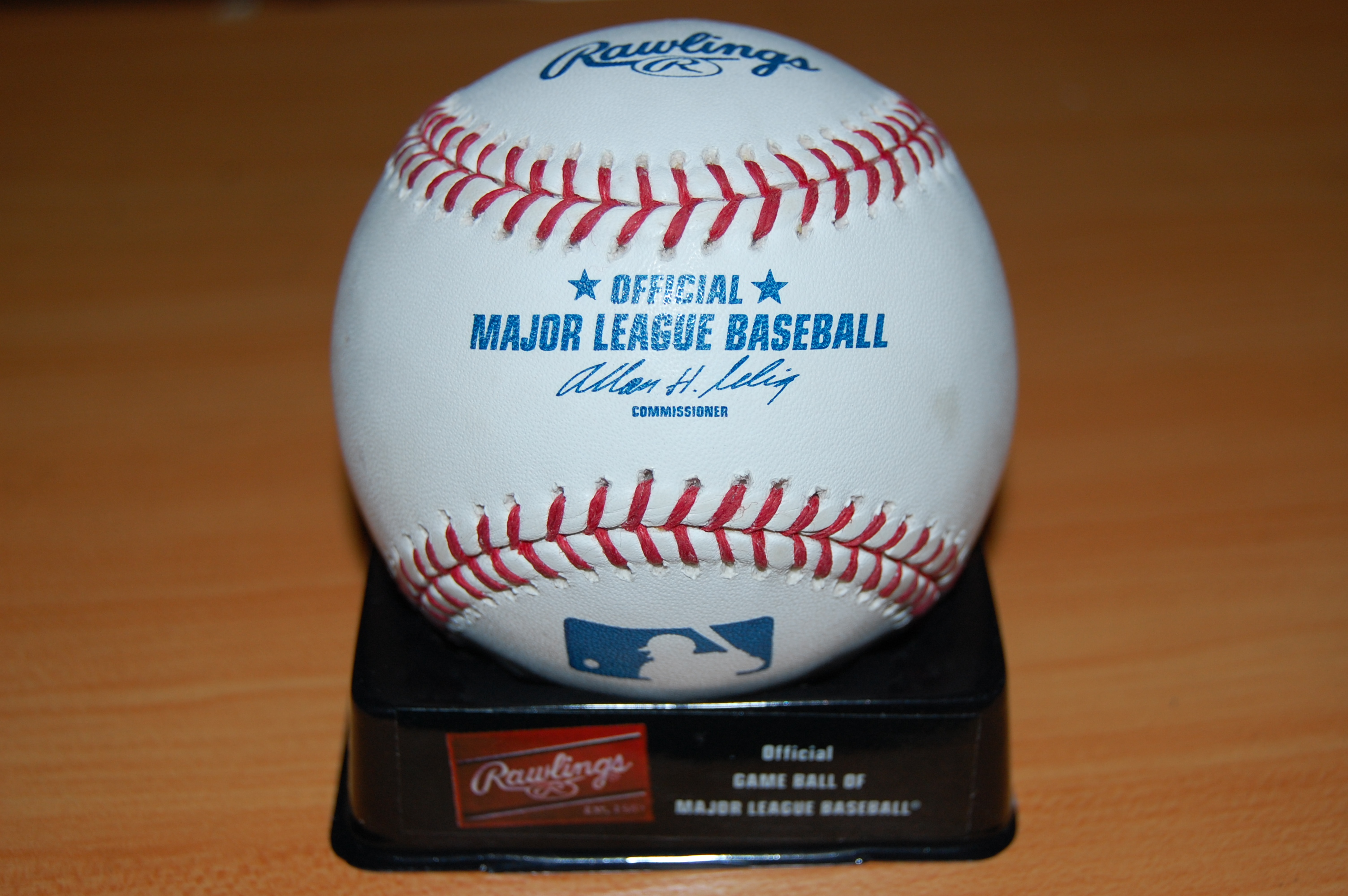
Ein MLB-Baseball

Der Ball hat einen Durchmesser von etwa 7,4 Zentimetern, der Umfang muss mindestens 22,8 Zentimeter (9 inches) und darf höchstens 23,5 Zentimeter (9 1/4 inches) betragen. Das Gewicht soll nicht weniger als 141,7 Gramm (5 ounces) und nicht mehr als 148,8 Gramm (5 1/4 ounces) sein. Er ist also etwas größer als ein Tennisball. Der Baseball ist von zwei Stücken weißem Leder umhüllt, die mit roten Fäden zusammengenäht sind. Er ist nicht mit Luft aufgepumpt, sein Inneres besteht aus einem Korkkern und äußerst dicht darum gewickeltem Faden. Dadurch wird der Ball sehr hart, weshalb die Schlagmänner (Batter) schon lange Schutzhelme und die Catcher und Plate Umpires stabile Schutzmasken tragen.
Nicht zuletzt wegen dieser Härte des Balls kommt es manchmal zu – oft handgreiflichen – Kontroversen (Charging the Mound), wenn ein vom Pitcher geworfener Ball den Batter zum Ausweichen zwingt (Brushback Pitch) oder am Körper oder gar an Hals oder Kopf trifft (Beanball/Hit by Pitch). Da man jedem Pitcher so viel Präzision zutraut, dass er dies vermeiden kann, unterstellen die Gegner in solchen Fällen schnell Absicht (etwa Revanche wegen eines vom Pitcher gesehenen unfairen Verhaltens des Batters).
Die in Profispielen verwendeten Bälle – insbesondere solche, mit denen herausragende Schläge erreicht wurden – gelten als begehrte Sammelstücke. Anders als etwa im Fußball dürfen in den höheren Ligen auf die Tribüne geschlagene Bälle (z. B. Homeruns oder auch Foul Balls) von den Zuschauern als Souvenir behalten werden. In manchen Stadien werfen die einheimischen Fans jedoch einen Homerun-Ball des Gegners wieder auf das Feld zurück, um ihren Unmut auszudrücken.

### Schläger
Ein Baseballschläger besteht aus Holz oder einer Aluminiumlegierung. Selten sind auch Schläger aus Carbon anzutreffen. In Profiligen und in der deutschen ersten und zweiten Bundesliga dürfen ausschließlich Holzschläger verwendet werden, in den meisten anderen Amateurligen sind auch Schläger aus anderen Materialien erlaubt. In den US-amerikanischen Colleges sind Aluminiumschläger vorgeschrieben.
Zum Warmschwingen wird ein Gewichtsring (Bat Weight, inoffiziell meist Doughnut genannt) oder ein „Batsock“ (ein kurzer, schwerer Schlauch, der die gleiche Funktion wie der Doughnut hat) verwendet. Dieser wird auf den Schläger geschoben, um beim Warm-up direkt vor dem Schlagversuch ein höheres Gewicht am Schläger zu bekommen. Er bewirkt, dass der Schläger sich ohne den Doughnut leichter anfühlt und die Schlaggeschwindigkeit zunimmt.

### Handschuhe

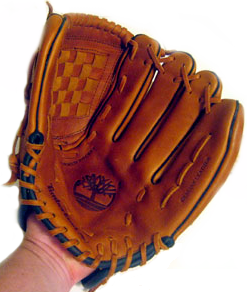
Ein Baseballhandschuh

Jeder Spieler der Feldmannschaft trägt zum Fielden (Aufnehmen) oder zum Fangen einen Lederhandschuh, welcher das leichte und schmerzfreie Fangen des Balles ermöglicht. Die im Infield stehenden Spieler tragen, auf Grund der Schnelligkeit im Infield, einen etwas kleineren Handschuh als die drei Outfielder. Nur der Fanghandschuh des First Baseman ist etwas größer als jene der Anderen. Der Catcher trägt einen besonders gepolsterten Handschuh (Mitt), um die vom Pitcher teilweise sehr hart geworfenen Bälle zu fangen.
Der Schlagmann trägt gewöhnlich ein Paar dünne Lederhandschuhe (Batting Gloves), um Blasen an den Fingern zu vermeiden, einen besseren Griff zu haben und die Vibration beim Auftreffen des Baseballs auf den Schläger zu mindern, was wiederum Schmerzen erspart. Manche Schlagmänner benutzen auch nur einen oder gar keinen Schlaghandschuh.

### Schlaghelm
Batter und Runner tragen Kunststoffhelme oder auch Glasfaserhelme, um vor Kopftreffern mit dem Ball geschützt zu sein. Auf der dem Pitcher zugewandten Seite bedecken diese auch das Ohr, im Jugendbaseball sogar beide Ohren.

### Catcher-Ausrüstung
Der Catcher trägt zusätzliche Schutzausrüstung, da er hinter dem Batter in der Hocke sitzt und vor nicht getroffenen oder abgefälschten Bällen geschützt sein muss. Seine Ausrüstung besteht aus einem noch größeren und stark gepolsterten, fingerlosen Fanghandschuh, einer Gesichtsmaske, einem Helm, einem Brustschutz, einem Genitalschutz und Knie- und Schienbeinschützern. Helm und Gesichtsmaske können leicht abgeworfen werden, etwa wenn der Catcher einen Fly Ball fangen muss und dafür freie Sicht braucht.
Der hinter ihm leicht in der Hocke stehende Plate Umpire ist ähnlich geschützt, trägt aber keinen Handschuh. Außerdem wird die Schutzbekleidung des Plate Umpire unter der Kleidung getragen.

## Softball
Softball ist eine Variante von Baseball. Dabei wird der Ball vom Pitcher nicht von oben geworfen, sondern mit einer Kreisbewegung von unten. Einige Regeln unterscheiden sich vom Baseball, das Spielprinzip ist aber identisch. Baseball wird zur Unterscheidung vom Softball manchmal auch Hardball genannt.
Das Spielfeld beim Softball ist etwa ein Drittel kleiner als beim Baseball. Ebenso sind die Bases nur 60 Fuß (18,29 Meter) voneinander entfernt. Die Schläger sind meistens etwas dünner und leichter.
Der Name des Spiels ist irreführend: Der Ball selbst ist größer als ein Baseball, aber genauso hart. Er kann nur wegen seiner Größe nicht ganz so hart geworfen und geschlagen werden.
In den USA wird freizeitmäßig von Erwachsenen vorwiegend Softball gespielt, Baseball dagegen von Profis und männlichen Schülern und Studenten; Frauen spielen meist Softball.
Es gibt zwei Versionen von Softball, Fastpitch Softball und Slowpitch Softball.

### Fastpitch Softball
Beim Fastpitch Softball kann der Ball beliebig hart geworfen werden. Diese Variante wird üblicherweise von den Damen in Schulen und Universitäten, sowie von Damen und Herren in ambitionierten Amateurligen gespielt, auch in allen deutschen Damenligen. Damen-Fastpitch-Softball ist seit 1996 olympische Disziplin. Neben den USA (Olympiasieger 1996, 2000, 2004) gehören Japan (Olympiasieger 2008) und Australien zu den besten Nationalteams der Welt.

### Slowpitch Softball
Slowpitch Softball ist die „Freizeitvariante“ des Softball, bei dem der vom Pitcher geworfene Ball einen deutlichen Bogen beschreiben muss. Der Ball muss unterhalb der Gürtellinie des Werfers losgelassen werden und auf dem Weg zum Schlagmann über Kopfhöhe fliegen, er beschreibt im Flug also einen „hohen Bogen“ – was ihn unter Umständen schwer zu treffen macht, denn er kann wegen des Bogens sehr steil in die Schlagzone fliegen. Base Stealing und einige andere Variationen sind beim Slowpitch Softball nicht erlaubt. Slowpitch Softball wird in Deutschland meistens in Turnierform gespielt oder als organisierter Ligabetrieb in der Rhein-Main- und Rhein-Neckar-Liga.

## Besonderheiten des Baseballsports

### Keine Begrenzung der Spieldauer
Baseballspiele haben keine Zeitbegrenzung. Es wird eine festgelegte Zahl von Spielabschnitten (Innings) gespielt. Ein Unentschieden ist nicht möglich, da bei Gleichstand nach Absolvieren der neun bzw. sieben Innings so lange einzelne Extra Innings gespielt werden, bis ein Sieger feststeht. In der japanischen Profiliga wurde dies geändert; hier kann ein Spiel nach drei Extra Innings unentschieden enden.
Es ist im Baseball nicht möglich, durch besondere Spielweise eine Führung „über die Zeit zu retten“.
In der Major League Baseball (MLB) wird für die Tabelle nur die reine Zahl der Spiele (gewonnen/verloren) gezählt. Es ist dennoch schon mehrfach vorgekommen, dass es zum Saisonende Gleichstand zwischen zwei Clubs gab und dann noch ein One Game Playoff (Entscheidungsspiel), bzw. eine Best-of-three-Serie in der National League vor 1969, um die Teilnahme an den Play-offs ausgetragen werden musste.
Bei der in der Major League Baseball aufwendig geführten Statistik (Hits, Runs, Home Runs, Stolen Bases bzw. beim Pitching Strikeouts und Walks, um nur einen Teil zu nennen) wäre ein Gleichstand in der Abschlusstabelle unwahrscheinlich, würde man all dies werten, zumal bei der hohen Zahl von in der Regel 162 Spielen pro Saison.
In Deutschland gibt es „Gnadenregeln“ (Mercy Rules), nach denen bei deutlichem Vorsprung einer Mannschaft das Spiel vorzeitig beendet werden kann. Auch können die Landesverbände in den Ligen unterhalb der Verbandsliga die Spieldauer begrenzen – aber auch in diesem Fall muss bei Spielende ein Sieger feststehen.

### Verbindung von Mannschafts- und Individualsportart
Baseball gilt gemeinhin als Mannschaftssport. Beim Duell gegen den Pitcher tritt ein Batter einzeln an. Seine Mitspieler können seine Leistung oder den Erfolg seines Einsatzes nicht beeinflussen. Aus dieser Perspektive lässt sich Baseball auch als Kombination aus Mannschafts- und Individualsport verstehen.

### Strategie, Wiederholung der Ausgangssituation
Das Spielprinzip von Baseball baut auf dem Duell zwischen Pitcher und Batter auf. Die Ausgangs- und Randbedingungen für diesen Zweikampf (z. B. Links- oder Rechtshänder, welche Bases sind besetzt, wie viele Strikes, wie viele Balls, wie viele Outs) wiederholen sich im Laufe eines Spieles viele Male. Das erhöht die Bedeutung von strategischen Mitteln im Vergleich zu Sportarten, in denen aufgrund variabler Situationen eher intuitiv bis taktisch gehandelt wird.
Daraus resultiert auch die Möglichkeit, statistische Mittel auf die Bewertung der Leistungsfähigkeit eines Spielers oder einer Mannschaft anzuwenden. Beispielsweise entspricht der Schlagdurchschnitt (Batting Average) der Zahl der geglückten Schläge (Base Hits) dividiert durch die Zahl der Schlagversuche (At Bats). Er gilt bei ausreichend großer Anzahl von Messungen als halbwegs aussagekräftiger Parameter zur Fähigkeit eines Batters. Neben diesen traditionellen, eher intuitiven Statistiken versucht die moderne Denkschule der Sabermetrics stärker für Sieg oder Niederlage aussagekräftige Statistiken durch mathematische Analysen zu begründen.

#### Pitcherwechsel
Typische taktische Mittel sind etwa das Einwechseln eines anderen Pitchers, wenn ein bestimmter Batter an den Schlag kommt – z. B. die Einwechslung eines linkshändigen Pitchers gegen einen linkshändigen Batter –, oder in der Offensive das Einwechseln eines Ersatzmannes als Batter (Pinch Hitter). Auch ein anderer (schnellerer) Läufer (Pinch Runner) ist oft erwünscht, etwa bei einem knappen Spielstand, um den entscheidenden Run zu machen oder eine Base zu stehlen. Herb Washington, der ausschließlich als Pinch Runner eingesetzt wurde, bestritt auf diese Weise 131 MLB-Spiele.

#### Intentional Walk
Hiermit bezeichnet man das bewusste Werfen von vier Balls durch den Pitcher, um nicht gegen einen Batter pitchen zu müssen, den die verteidigende Mannschaft als besonders gefährlich einschätzt. Der Pitcher lässt damit den Batter mit Absicht zur ersten Base vorrücken, ohne ihm einen Hit zu ermöglichen. In der MLB geht der Batter direkt zur ersten Base, ohne dass ein Ball geworfen werden muss, wenn dies der Trainer der gegnerischen Mannschaft wünscht. Diese Taktik wird oft gegen Spielende und bei Punktegleichstand oder einer knappen Führung eingesetzt, insbesondere dann, wenn nur noch ein oder zwei Outs nötig sind, um das Inning für die verteidigende Mannschaft zu beenden. In diesen Situationen ist es besonders wichtig, einen Punkt der gegnerischen Mannschaft zu verhindern. Mit dem Intentional Walk vermeidet der Pitcher die Konfrontation mit einem besonders starken Batter, gibt der gegnerischen Mannschaft aber durch den zusätzlichen Baserunner die Möglichkeit, bei einem nachfolgenden Hit noch mehr Runs zu erzielen. Ein Intentional Walk wird nur sehr selten eingesetzt, wenn alle Bases leer sind oder der Baserunner, der der Home Plate am nächsten ist, durch den Walk eine weitere Base vorrücken würde, denn dadurch erhöht sich die Wahrscheinlichkeit, dass die gegnerische Mannschaft bei einem darauf folgenden Hit einen Punkt erzielt. Bevorzugt wird er dagegen eingesetzt, wenn sich bereits Baserunner auf der zweiten oder dritten Base befinden, die erste Base aber unbesetzt ist. Dadurch ergibt sich für die verteidigende Mannschaft die gute Möglichkeit für ein Double Play, da dieses bei einer besetzten ersten Base am wahrscheinlichsten ist.

#### Bunt
Als Bunt bezeichnet man eine spezielle Schlagtechnik. Dies ist – fast nur – ein „Wegschieben“ des Balls, wobei der Batter blitzschnell die typische Schlaghaltung aufgibt und den Schläger in eine Schräghaltung bringt, um den Ball fast nur „abtropfen“ zu lassen. Der Ball bleibt dabei meist im Infield. Andererseits gehört es zur Taktik der Defensive, in Situationen, die nach einem Bunt-Versuch „riechen“, sehr eng zum Infield hin aufzurücken, um den Ball möglichst schnell aufzunehmen und um die Laufwege zu verkürzen. Für den Batter ist der Versuch eines Bunts ein Risiko, wenn er bereits zwei Strikes hinnehmen musste. Ein Bunt, der im Foul territory landet, zählt im Gegensatz zu einem normal geschlagenen Foul immer als Strike.
Ziel des Bunt als Spielzug ist es, in knappen Situationen (etwa Gleichstand im achten oder neunten Inning) mit allen Mitteln einen Run zu erzielen oder wenigstens wesentlich vorzubereiten. Mit dem Bunt geht es vor allem darum, den Ball an eine Stelle zu befördern, wo es für die Gegner gerade lange genug dauert, ihn aufzunehmen und gegebenenfalls weiterzugeben, damit der/die eigenen Runner eine Base aufrücken können.
Sehr häufig ist dabei der Sacrifice Bunt, weil der Batter zwar wie üblich versucht, die erste Base zu erreichen, was ihm bei dem eben typischerweise kurz angelegten Ball oft nicht gelingt, da dieser doch recht schnell dorthin kommt und so dort ein out gemacht werden kann. Hat einer seiner Mitspieler unterdessen als Runner die nächste Base besetzt, ist der Zweck des Sacrifice erreicht. Der Batter hat sich also für die bessere Position seiner Mannschaftskameraden „geopfert“.

#### Squeeze Play
In manchen Fällen wird der Suicide Squeeze angewandt. Dies bedeutet, dass der Läufer aus dem Lead der dritten Base mit der Pitchbewegung in Richtung Homeplate losläuft – also noch bevor der Ball die Wurfhand des Pitchers verlassen hat. Der Batter muss nun mit aller Gewalt versuchen, den Ball ins Feld zu befördern, damit der Run zählt – auch wenn der Pitch weit an der Strike Zone vorbeigeht, wird er versuchen, diesen noch irgendwie zu treffen. In den meisten Fällen versucht der Batter den Ball zu bunten. Gelingt es dem Batter nicht, den Ball ins Feld zu befördern, hat man in einer „Selbstmordaktion“ gewissermaßen seinen Runner geopfert, da der Catcher nun einfach den Runner mit dem Ball berühren muss, bevor dieser die Homeplate erreicht.
Bei einem Safety Squeeze beginnt der Runner aus dem Lead der dritten Base erst nach dem Bunt in Richtung Homeplate loszulaufen. Meistens wartet er, bis er Gewissheit hat, dass der Ball in einer Region ist, die es der Defense schwierig macht, das out an der Home Plate zu erreichen.

### Keine Strafen
Mit wenigen Ausnahmen gibt es im Baseball keine Strafen. Im Falle regelwidriger Handlungen eines Spielers lassen die Schiedsrichter meist das Spiel von der Situation aus wieder aufnehmen, die ohne regelwidrige Handlungen herbeigeführt worden wäre. Fouls (nicht Foul Balls, sondern Fouls im Sinne von gezielt eingesetzten, regelwidrigen Unsportlichkeiten) sind im Baseball recht selten. Dennoch kommt es in Begegnungen nicht selten zu Diskussionen, bei denen einzelnen Spielern vorgeworfen wird, sich unsportlich verhalten zu haben. Obwohl Baseball prinzipiell ein körperkontaktloser Sport ist, geben Situationen, bei denen sich Gegenspieler rempeln oder behindern, Anlass zu Auseinandersetzungen.
Hierzu zwei typische Szenarien:
- Theoretisch gilt, dass der Fielder „Vorrang“ hat, das heißt, dass der Läufer den Fielder beim Fangen des Balls nicht behindern darf. Falls der Läufer ihn umrennt, wird dies als Interference bewertet, und der Läufer ist out. Dies gilt aber nur, wenn der Fielder im Begriff ist, den Ball zu fangen. Ist dies nicht der Fall, muss er dem Runner aus dem Weg gehen, da dies sonst als eine so genannte Obstruction gewertet wird und der Runner ungehindert aufs nächste Base vorrücken darf. In beiden Fällen reicht eine leichte Berührung des Runners bzw. des Fielders aus.

- Theoretisch gilt der gesamte Körper des Runners (inklusiv des Kopfes, der in der entsprechenden Situation idealerweise noch von einem Helm geschützt wird) als Angriffsfläche zum Taggen – also dem Berühren des Gegenspielers mit dem Handschuh oder der Hand, in dem sich der Spielball befindet.

Man kann sich leicht vorstellen, dass bei beiden Situationen der Unterschied zwischen einem fairen und einem übertriebenen Einsatz – oder sogar bewussten Attackieren – nicht immer einfach ist.
Bei grob regelwidrigem Verhalten kann ein Spieler vom Feld gestellt werden (Ejection). Verweise vom Feld bzw. aus dem Spiel können auch gegen Spieler auf der Bank oder gegen Trainer bzw. Manager ausgesprochen werden, die sich unsportlich verhalten (z. B. Beleidigungen oder Pöbeln). Die Umpire können auch Pitcher des Feldes verweisen, die entweder ihrer Ansicht nach absichtlich oder im Laufe des Spiels häufiger Batter abgeworfen haben. Das Treffen des Batters mit dem Ball durch den Pitcher wird als Hit by Pitch bezeichnet.

## Allgemeines zur Terminologie

### Terminologie in Deutschland
Baseball hat, wie jede andere Sportart, eine eigene Terminologie. Praktisch alle Fachbegriffe stammen aus dem Ursprungsland USA und werden in deutschsprachigen Ländern unverändert verwendet. Einzelne Versuche, Fachbegriffe einzudeutschen, schlugen fehl. Heute ist die starke Anglifizierung der Baseball-Sprache in Deutschland grundsätzlich akzeptiert. In anderen Ländern wie den Niederlanden oder Frankreich haben Begriffe in der Landessprache die englischen weitgehend ersetzt.

### Einfluss auf die amerikanische Sprache
In seinem Herkunftsland USA hat Baseball durch seine Historie die englische Alltagssprache beeinflusst, so dass heute einige Fachbegriffe in anderem Kontext verwendet werden. to touch base bedeutet so viel wie kurzen Kontakt aufnehmen, to throw someone a curve ball bedeutet jemanden auf dem falschen Fuß erwischen, wohingegen ein „soft ball“ eine (beabsichtigt) einfache Frage ist und to go to bat heißt (in entsprechendem Zusammenhang) sich einsetzen, etwas bewegen, auch to go to bat for someone: jemandem helfen; sich für ihn einsetzen. Auch diverse Lebensweisheiten werden oft mit Baseballausdrücken formuliert; keep your eye on the ball bedeutet beispielsweise lass dich nicht ablenken.
In Kalifornien und einigen anderen US-Bundesstaaten gibt es seit Mitte der 1990er Jahre eine Gesetzgebung unter dem Motto „three strikes and you’re out“, die den Richtern bei jedem zum dritten Mal straffällig gewordenen Täter die Verhängung einer lebenslangen Freiheitsstrafe zwingend vorschreibt, auch wenn es sich um kleinere Delikte handelt.
Baseball hatte in den USA bis in die 1970er Jahre eine so hohe Popularität gegenüber American Football und Basketball, dass mit den generischen Begriffen Ballplayer, Ballgame und Ballpark auch heute noch ein Baseballspieler, ein Baseballspiel bzw. ein Baseballstadion bezeichnet wird.
Baseball kommt in der amerikanischen Jugendsprache eine ganz besondere Rolle als Grundlage von Metaphern für romantische und sexuelle Aktivität zu. Dabei wird der Grad der Aktivität durch Bezüge auf die Bases im Baseball zum Ausdruck gebracht. So redet man zum Beispiel davon, mit dem Partner auf der „First Base“ gewesen zu sein, wenn man sich geküsst hat, „Second Base“ steht in der Regel für intensives Berühren des Körpers und „Third Base“ für Oralverkehr, während das Erreichen der „Fourth Base“ oder ein „Homerun“ für vollzogenen Geschlechtsverkehr steht. Diese Metaphern sind in Amerika so weit verbreitet, dass sie allgemein verständlich sind, durch ihre harmlose, quasi-euphemistische Natur dabei aber problemlos ‚aussprechbar‘ bleiben. Die Anspielungen werden deswegen auch in Schulen zur Sexualerziehung eingesetzt.

## Spielbetrieb

### Spielbetrieb in Deutschland
Heute sind knapp 30.000 Spieler in Deutschland aktiv.
Der Deutsche Baseball und Softball Verband organisiert mit seinen Landesverbänden den Spielbetrieb in verschiedenen Ligen:
Baseball Herren:
- Baseball-Bundesliga (zwei Gruppen Nord/Süd)
- 2. Bundesliga (zwei Gruppen Nord/Süd mit je fünf Staffeln)
- Verbandsliga (in der Regel eine pro Landesverband)
- Landesliga
- Bezirksliga

Softball Damen:
- Softball-Bundesliga (zwei Gruppen Nord/Süd)
- Verbandsliga (in der Regel eine pro Landesverband, die Landesverbände von Niedersachsen, Hamburg und Schleswig-Holstein sowie Südwest und Hessen haben eine gemeinsame Verbandsliga)
- Landesliga

In Europa wird mit dem hierzulande im Sportbetrieb allgemein üblichen Auf- und Abstieg gespielt, während dieses in den USA praktisch unbekannt ist.
Hinzu kommen Nachwuchsligen in den Altersklassen (Klein-)Kinder (B-Ball) (3–6 Jahre), Kinder (T-Ball) (4–8 Jahre), Schüler (9–12 Jahre), Jugend (13–15 Jahre) und Junioren (16–18 Jahre). Im Softball gibt es die Altersklassen der Kinder (5–9 Jahre), Schülerinnen (10–13 Jahre), Jugend (14–16 Jahre) und Juniorinnen (17–19 Jahre).
Parallel zum Ligabetrieb wurde von 1993 bis 2006 der DBV-Pokal ausgespielt. In diesem im K.-o.-System ausgetragenen Wettbewerb wurde der Pokalsieger ermittelt. Qualifiziert waren jeweils die Gewinner der Pokalwettbewerbe der Landesverbände.
Nach einem massiven Wachstum während der 1990er Jahre ist die quantitative Entwicklung des Baseball in Deutschland seit etwa 2004 rückläufig. Die Mehrzahl der deutschen Baseball-Vereine besitzen keine stabilen Führungs- und Mitgliederstrukturen. Sie sind von einem oder wenigen engagierten Ehrenamtlichen abhängig und nach deren Weggang häufig in ihrer Existenz gefährdet. Ebenso kann der Abstieg einer Mannschaft die Existenz eines gesamten Vereins gefährden.
In den landesweiten Massenmedien ist deutscher Baseball praktisch nicht präsent. Der Versuch, eine deutsche Baseball-Liga durchgängig im Fernsehen zu präsentieren (1990 durch den DSF-Vorgänger Tele 5), schlug fehl. Dies lag unter anderem auch daran, dass Baseball grundsätzlich nur mit hohem Aufwand fernsehgerecht einzufangen ist (Zahl der Kameras etc.). Spiele der amerikanischen Profiligen (National und American League bilden zusammen die Major League Baseball) wurden aber von einigen Bezahlfernsehsendern angeboten. Eine sehr ausführliche Berichterstattung, auch mit Live-Spielen, bot in Deutschland der Sender ESPN America. Seit dessen Einstellung berichtet der Bezahlsender Sport1 US über die Major League Baseball und zeigt ein bis zwei Spiele pro Woche live. Zusätzlich kann man mit einem Abonnement des Streamingdienstes mlb.tv sämtliche Spiele der amerikanischen Profivereine live empfangen.
Aufgrund der mangelnden Medienpräsenz ist das Interesse von möglichen Sponsoren in der Regel gering und meist regional beschränkt. In vielen Fällen von finanzieller Unterstützung rechnen Unternehmen nicht mit einer Werbewirkung, es handelt sich daher eher um Mäzenentum. Qualitativ entwickelt sich der Baseball-Sport in Deutschland stetig weiter. Die jüngsten Erfolge bei europäischen Meisterschaften (insbesondere in der Jugend) zeigen die steigende Leistungsfähigkeit des deutschen Baseball. 2019 konnte mit den Heidenheim Heideköpfe erstmals eine deutsche Mannschaft den CEB Cup (vergleichbar mit der Europaleague im Fußball) gewinnen. Im selben Jahr gewann die U 15-Nationalmannschaft zum dritten Mal in Folge die Junioren-EM, während die U 23-Nationalmannschaft Vizeeuropameister wurde.

### Spielbetrieb in Österreich
Heute sind knapp 3000 Spieler in Österreich aktiv.
Die Austrian Baseball Federation (ABF) organisiert mit seinen Landesverbänden den Spielbetrieb in verschiedenen Ligen:
Baseball Herren:
- BLA (Baseball League Austria)
- Regionalligen (Mitte/Ost/West)
- Landesligen (Ost, Oberösterreich, Vorarlberg, Tirol)
- Nachwuchsligen (Ost, Oberösterreich, Vorarlberg)

Softball Damen:
- ASL (Austrian Softball League)
- SBL (Softball-Bundesliga)

Hinzu kommen noch diverse Nachwuchsligen in den Altersklassen Junioren (16–18 Jahre), Jugend (14–16 Jahre), Pony (12–14), Schüler (10–12 Jahre) und Kinder (6–10 Jahre), sowie die Österreichischen Nachwuchsmeisterschaften (Junioren, Jugend, Schüler, Kinder). Einige Teams aus der Slowakei und Ungarn nehmen an den Nachwuchsmeisterschaften der Ostliga teil.

### Spielbetrieb in der Schweiz
Der Schweizerische Baseball- und Softball-Verband (SBSV) wurde am 26. Juli 1981 gegründet, seit dem 19. Januar 2008 nennt er sich Swiss Baseball and Softball Federation (SBSF) mit Sitz in Therwil BL. Der Verband organisiert die folgenden Ligen:
Baseball Herren:
- NLA (Nationalliga A)
- NLB (Nationalliga B)
- 1. Liga

Softball Damen:
- Softball (Softball-Bundesliga)

Jugend/Junioren:
- Cadets (Junioren-Bundesliga)
- Juveniles (Jugend-Bundesliga)

### Spielbetrieb international

#### Weltweite Verbreitung
Baseball gilt nicht nur in den USA als Nationalsport, sondern auch in vielen lateinamerikanischen und ostasiatischen Ländern wie Mexiko, Kuba, der Dominikanischen Republik, Venezuela, Puerto Rico, Nicaragua, Panama, Japan, Südkorea, den Philippinen und Taiwan.
In Europa gab es in den letzten 20 Jahren eine beachtliche Entwicklung. Professionelle Ligen gibt es in Italien seit 1948 und den Niederlanden seit 1922.
In Finnland gibt es seit 1922 eine Variante des Baseball „Pesäpallo“ genannt. Pesäpallo wird auch von Frauen gespielt.

#### Baseball in Nordamerika heute
Im Sport der Vereinigten Staaten hat der einst alles beherrschende Baseball nach dem Zweiten Weltkrieg allmählich immer mehr Zuschauer an American Football und in den letzten Jahrzehnten auch an Basketball verloren und wurde in den 1970er Jahren durch American Football von der Spitzenposition auf den zweiten Platz verdrängt. Die durch wiederholte Streiks erkämpften extremen Spielergehälter sowie undurchsichtige Deals und Ligenumstrukturierungen der Klubbesitzer haben dem Ansehen des Baseballs in den 1990er Jahren sehr geschadet. Der Sport hat aber immer noch eine große und treue Fanbasis und eine tiefe Verankerung in der US-amerikanischen Kultur. Das gemeinsame Baseballspielen oder -schauen gilt weithin immer noch als das Vater-Sohn-Erlebnis schlechthin und als America’s Favorite Pastime, Amerikas liebste Freizeitbeschäftigung.
In der Saison 2019 besuchten knapp 68,5 Millionen Zuschauer die Spiele der Major League Baseball, kurz MLB, so viele wie in keiner anderen Sportliga der Welt. Dies liegt vor allem der hohen Anzahl der Spiele (162 Spiele in der regulären Saison) und dem günstigen Terminplan zugrunde. Die Saison wird hauptsächlich im Sommer ausgetragen und somit steht Baseball nicht mit den anderen großen Sportligen NFL, NBA, und NHL in Konkurrenz. Dennoch hat die Liga mit einem stetigen Zuschauerschwund zu kämpfen. Seit 2015 ist der Zuschauerschnitt um 7,14 Prozent bzw. 5,2 Millionen Fans gesunken. Nach Gesamtzuschauerzahlen ist die Major League Baseball immer noch die meistbesuchte Sportliga der Welt, auch wenn die Zuschauerzahlen pro Spiel inzwischen von mehreren anderen Sportarten (so der NFL, aber auch der deutschen Fußball-Bundesliga) überboten werden.
Die bekanntesten Profiligen in den USA werden von der MLB organisiert. Diese teilt sich auf in die American League und die National League. Unterhalb dieser Ligen befinden sich die Minor Leagues, ebenfalls Profiligen, deren Teams mit je einem Major-League-Team eng assoziiert sind und ihnen als Nachwuchsligen für ihre Talente dienen. Daneben gibt es noch unabhängige Ligen, in denen professionell Baseball gespielt wird. Die Teams bestehen aus Profis, die in einem MLB-Team keinen Vertrag mehr bekommen haben, entlassenen Minor-League-Spieler, oder ehemaligen College-Spielern, die im MLB Draft nicht ausgewählt wurden.
Ähnlich wie bei anderen Sportarten in den USA wird Amateur-Baseball hauptsächlich von Schulen und Universitäten betrieben. Im Vergleich zu American Football oder Basketball hat der College-Baseball eine geringe Popularität. Oft werden die besten High-School-Spieler direkt von den professionellen Teams verpflichtet, was die Qualität der College-Ligen beeinträchtigt. Ein weiterer Grund ist, dass selbst die besten College-Talente es nicht direkt in die MLB schaffen, sondern zumeist mehrere Jahre in den Minor Leagues entwickelt werden.
Der Jugendbereich wird von mehreren Organisationen abgedeckt. Die bekannteste ist die Little League. Hier spielen Jungen und Mädchen zwischen 5 und 18 Jahren in sechs Altersklassen Softball und Baseball. Dabei wird häufig mit angepassten Regeln gespielt, so etwa auf kleineren Feldern und mit weniger Körperkontakt.

#### Baseball in Japan
In Japan wurde der Baseball 1872 durch den Englischprofessor Horace Wilson eingeführt. Um die Jahrhundertwende begann mit der Verbreitung an den Universitäten der Aufstieg des Baseball zum Nationalsport – neben Sumō und, in jüngerer Zeit, Fußball. In den 1920er Jahren begann der professionelle Ligabetrieb, daneben werden seit 1915 zweimal im Jahr Oberschulturniere im Kōshien ausgetragen, die nationale Aufmerksamkeit erhalten.

#### Baseball in Mexiko
Baseball ist eine sehr beliebte Sportart in Mexiko. Obwohl die Ursprünge des Sports in Mexiko zwischen den 1870er und 1890er Jahren liegen, wurde die erste Profiliga erst 1925 gegründet, die Liga Mexicana de Béisbol (LMB). 2009 spielte die Liga mit 16 Mannschaften in zwei Divisionen. Eine weitere Profiliga, die Liga Mexicana del Pacífico (LMP) wurde 1945 gegründet. Darüber hinaus gibt es viele regionale Ligen, die als Talentsichtung und -förderung für die Profiligen dienen.

#### Baseball in Kuba
Das nationale kubanische System des Baseball besteht nicht aus einer einzelnen Liga, sondern es ist ein Überbau verschiedener Ligen und Serien unter dem Dach der Kubanischen Baseballföderation. Die Föderation organisiert die nationalen Meisterschaften und die Auswahl für die kubanische Baseballnationalmannschaft.

#### Baseball bei Olympischen Spielen
Baseball ist eine olympische Sportart und war von 1992 bis 2008 – jeweils gemeinsam mit Softball – im Programm der Olympischen Spiele. Die weltbesten Spieler nehmen jedoch nicht an den olympischen Turnieren teil, da die Profiligen bisher nicht bereit sind, dafür ihren Spielbetrieb zu unterbrechen. Beim Baseball ist, im Gegensatz zu den meisten anderen Teamsportarten, eine im Frühling beginnende und im Herbst endende Saison ohne Sommerpause üblich, sodass sich Olympia nur schlecht einfügt. Dopingskandale beim US-Profibaseball und eine als allzu lax empfundene Haltung der Ligabosse zu diesem Problem schaden zudem dem internationalen Ruf der Sportart.
So entschied das IOC am 8. Juli 2005, dass Baseball und auch Softball weiterhin gemäß Artikel 46 der Olympischen Charta „olympische Sportart“ bleiben, aber 2012 in London nicht ausgetragen werden. Damit sind Baseball und Softball die ersten aus dem Programm gestrichenen Sportarten seit 1936, als Polo gestrichen wurde.
Diese Entscheidung war vor allem gedacht, um Platz zu schaffen für neue Sportarten (u. a. Rugby, Golf, Karate und Squash), allerdings fand dann keine dieser Sportarten die nötige Mehrheit. 2008 in Peking gab es noch ein olympisches Baseball- bzw. Softballturnier, bei der IOC-Sitzung 2009 wurde der Antrag auf Wiederaufnahme ins Programm für die Olympischen Sommerspiele 2016 jedoch abgelehnt. Am 3. August 2016 beschloss das IOC, Baseball für die Olympischen Sommerspiele 2020 in Tokio wieder ins Programm zu nehmen. Die Olympischen Sommerspiele 2024 in Paris finden wieder ohne Baseball statt. Bei den Olympischen Spielen 2028 in Los Angeles steht Baseball dagegen wieder auf dem Programm.

#### Baseball-Weltmeisterschaft
Die International Baseball Federation (IBAF) arbeitete seit 2003 mit der MLB daran, zukünftig eine echte Weltmeisterschaft für Nationalmannschaften nach dem Vorbild der Fußball-Weltmeisterschaft zu veranstalten, zu der dann wirklich die besten Spieler jedes Landes kommen sollen. Diese sollte zum ersten Mal 2006 oder 2007 und danach mindestens alle vier Jahre stattfinden, jeweils etwa zwei Wochen dauern und Nationalmannschaften von allen Kontinenten umfassen. Um den Ligabetrieb nicht unterbrechen zu müssen, soll sie jeweils im März in einer zu dieser Jahreszeit ausreichend warmen Region stattfinden. Das erste Turnier sollte in den USA abgehalten werden, wobei dann nur in Stadien gespielt würde, die entweder im südlichen Teil der USA liegen oder überdacht sind.
Aus finanziellen und organisatorischen Gründen musste man aber von einer in einem einzigen Land stattfindenden Meisterschaft abrücken. Von 3. bis 20. März 2006 fand in Tokio (Japan), San Juan (Puerto Rico), Orlando, Phoenix, Anaheim und San Diego (Vereinigte Staaten) zum ersten Mal die von der MLB ausgerichtete World Baseball Classic statt, aus dem die Mannschaft Japans als Sieger hervorging. Auch die zweite Auflage dieser Veranstaltung im Jahre 2009 konnte die Mannschaft aus Japan für sich entscheiden.
Die dritte „World Baseball Classic“-Weltmeisterschaft fand im März 2013 statt.

#### Baseball-Europameisterschaft
Europameisterschaften im Baseball werden seit 1954 ausgetragen und vom europäischen Baseball-Dachverband CEB ausgerichtet. 2007 diente die EM gleichzeitig als Olympiaqualifikation der europäischen Teams für Peking 2008. Die letzte Europameisterschaft wurde 2019 in Bonn und Solingen ausgetragen. Die Niederlande konnte ihren Titel verteidigen. Mit zwei Ausnahmen wurden alle bisherigen Europameisterschaften von den Teams aus den Niederlanden und aus Italien gewonnen.

## Historische Entwicklung
In England ist erstmals 1744 ein Spiel unter dem Namen base ball, das sich wahrscheinlich aus Vorläufern des Cricket entwickelt hat, belegt. Die weitverbreitete These, es habe sich aus dem englischen Spiel Rounders entwickelt, ist mittlerweile widerlegt.

### Baseball in den USA
Der erste dokumentiert gegründete Verein in den USA waren die New York Knickerbockers 1845. Das erste Profi-Team, die Cincinnati Red Stockings, wurde am 1. Juni 1869 gegründet. In New York wurde 1876 die National League von Teams aus Cincinnati, Chicago, Boston, St. Louis, Hartford, Louisville, New York und Philadelphia gegründet. In den ersten Jahren des Profibetriebs gab es noch eine ganze Reihe anderer, kurzlebiger Ligen. 1901 wurde dann die American League gegründet, zunächst als Konkurrenz. Beide Ligen gelten bis heute als die Major Leagues. Die größten Helden der Major Leagues werden in der Baseball Hall of Fame geehrt, die sich in Cooperstown im Bundesstaat New York befindet. Seit 1903 kooperierten die beiden Ligen und tragen jährlich als Finale die World Series aus.

### Historische Entwicklung in Deutschland
Die älteste Beschreibung des Spiels findet sich bei Johann Christoph Friedrich GutsMuths aus dem Jahr 1796. Das erste offizielle Baseballspiel auf deutschem Boden fand bei den Olympischen Spielen 1936 in Berlin statt. Damals verfolgte die größte und bis jetzt nicht einmal mehr annähernd erreichte Rekordkulisse von mehr als 90.000 Zuschauern ein Demonstrationsspiel zwischen zwei US-Teams im Berliner Olympiastadion.
Begünstigt durch die Anwesenheit US-amerikanischer Truppen in Deutschland entwickelte sich in den 1950er Jahren eine deutsche Baseball-Gemeinde. In den Jahren nach 1968 kam der Baseballsport in Deutschland praktisch zum Erliegen und fand nur in einer deutsch-amerikanischen Liga statt, in der High-School- und Armeemannschaften spielten. Erst in den frühen 1980ern entwickelte sich der Sport wieder. 1982 wurde wieder eine deutsche Meisterschaft eingeführt.
Der deutschen Nationalmannschaft gelang es zwischen 1989 und 2005 nicht, sich dauerhaft in der europäischen Elite festzusetzen: Sie pendelte mehrmals zwischen A- und B-Pool hin und her.
Im Jahr 2005 erreichte das Team allerdings den vierten Platz bei der EM und konnte sich damit erstmals nach dreißig Jahren für eine Weltmeisterschaft (im Jahre 2007) qualifizieren, wo mit einem Erfolg gegen Thailand (2:0) auch der erste Sieg bei einer WM gelang. 2007 konnte der 4. Platz bei der EM wiederholt werden, wodurch auch die erneute Qualifikation für die WM (2009) erreicht wurde. 2010 wurde bei der EM im eigenen Land sogar der dritte Platz erreicht.

### Entwicklung in der Schweiz
Baseball wird in der Schweiz seit 1980 gespielt. Im Sommer 1980 begann sich eine Gruppe von Gleichgesinnten regelmäßig zum Baseball auf der Zürcher Allmend zu treffen. Trainiert wurde auf der Anlage der Hammerwerfer, deren Netz diente gleich als Backstop. Ein Dodge Challenger, fahrbarer Untersatz eines Mitglieds, verlieh der Gruppe den Namen Challengers. Im November verabredeten sich die Challengers mit einer Gruppe, die sich White Sox nannte, in Reussbühl LU zum ersten Baseballspiel in der Schweiz. Das Spiel musste jedoch vorzeitig abgebrochen werden. Nicht etwa wegen einsetzenden Schneefalls: Die Bälle gingen aus.
Am 5. Dezember 1980 wurde mit dem Challengers Baseball Club offiziell der erste Baseballverein in Zürich gegründet. Dessen Exponenten waren im folgenden Jahr auch an der Gründung des Schweizerischen Baseball und Softball Verbandes (SBSV) beteiligt. Die Challengers gewannen anlässlich der Premiere des nationalen Championats 1982 den Schweizer Meistertitel.

## Sonstiges
Als angeblich genuin US-amerikanische Sportart hat Baseball, das auch mit Begriffen wie Unschuld und Idylle verbunden wurde, auch Eingang in das Werk zahlreicher US-amerikanischer Schriftsteller gefunden, wie z. B. um die Wende vom 19. zum 20. Jahrhundert und in der ersten Hälfte des 20. Jahrhunderts Ring Lardner, Charles E. Van Loan, Gerald Beaumont oder Damon Runyon, die auch für Blätter wie die Saturday Evening Post entsprechende Kurzgeschichten verfassten. In neuerer Zeit haben Bernard Malamud, Robert Coover, John Grisham, Chad Harbach oder Philip Roth darüber geschrieben.  Teilweise werden in diesen Werken auch Auswüchse wie Bestechungsskandale oder exzessiver Starkult thematisiert. Stephen King bezeichnet in seiner Kurzgeschichte Pin Up (unter dem Namen Shawshank Redemption verfilmt) Baseball als den einzigen Sport, an dem auch Gott gefallen finden würde.
In vielen Baseballspielen findet in der Mitte des siebten Innings ein Seventh-inning stretch statt, in dem die Zuschauer sich für ca. zehn Minuten strecken können. Traditionell wird hierbei das Lied Take Me Out to the Ball Game gesungen.